# Kínai írás

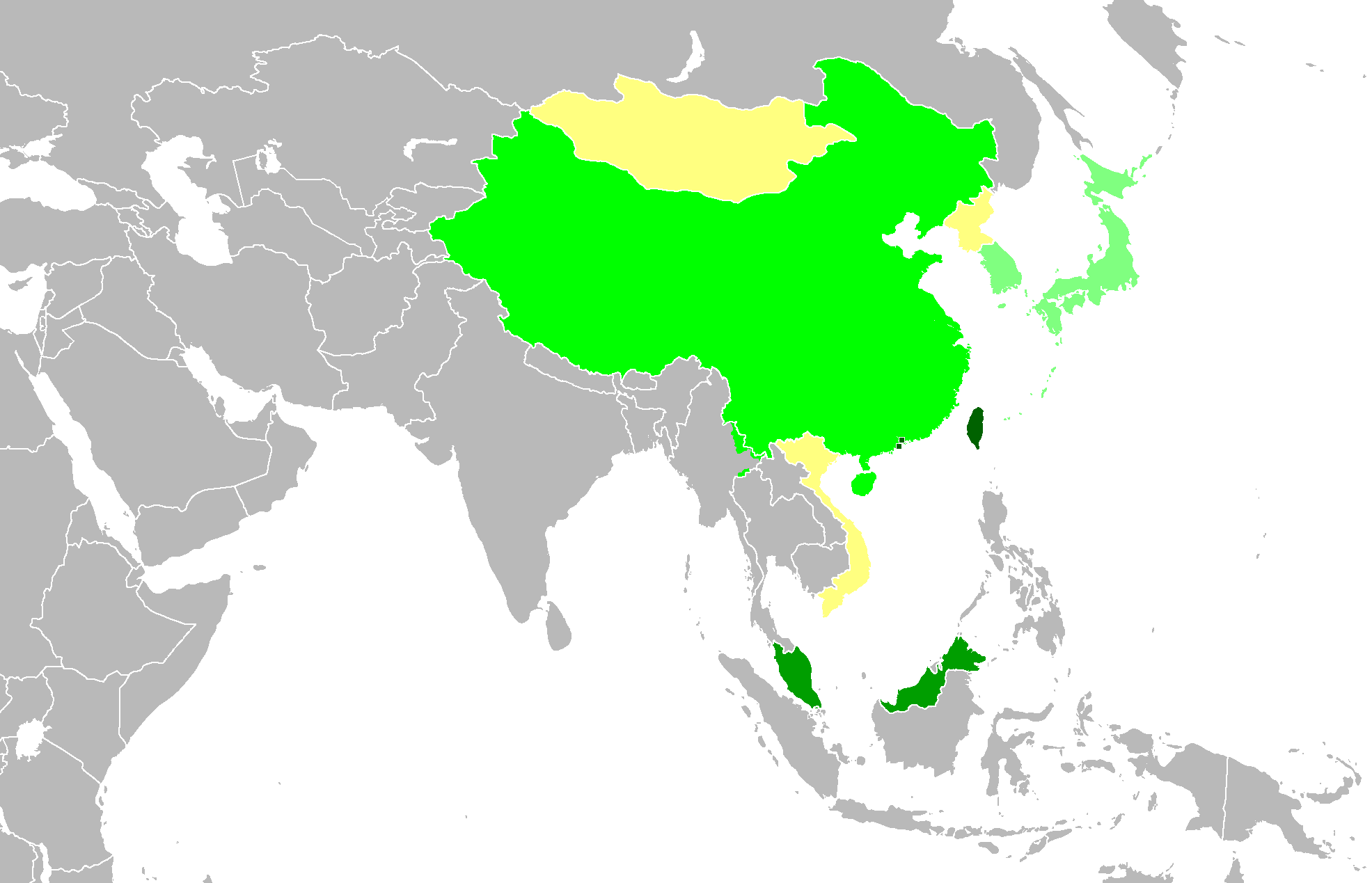
A kínai írás elterjedése a világon
1. 048204hagyományos kínai írásjegyek (kizárólag Tajvan, Hongkong, Makaó)
2. 228B22az egyszerűsített kínai írásjegyeket használják hivatalosan, de a hagyományos írásjegyek használata továbbra is széles körben elterjedt (Szingapúr és Malajzia)
3. 00FF00egyszerűsített kínai írásjegyek (Kína)
4. 90EE90kínai írásjegyeket is használó, más írásrendszerű nyelvek (Japán és Dél-Korea)
5. FFFF00a kínai írás egykor a hivatalos írás volt, de ma már nem használják (Mongólia, Észak-Korea és Vietnám)

A kínai írás vagy han írás (hagyományos kínai: 漢字; egyszerűsített kínai: 汉字; pinjin (pinyin): hànzì; magyar népszerű: han-ce) az élő nyelvek közül a leghosszabb időre visszanyúló, töretlen és dokumentált történettel rendelkező írás. A kínai írás logografikus, vagy más néven hierografikus eredetű írás. Ennek ellenére a ma ismert írásjegyek 82%-át a fono-szemantikai összetételű írásjegyek alkotják.
A kínai írásnak a történelem során számos stílusbeli változata alakult ki, aminek oka sok esetben az írás rögzítésére használt alapanyagok (csont, bronz, bambusz, fa, kő, selyem és papír) sajátossága volt. A legnagyobb szótárak 40–50 ezer különböző írásjegyet tartalmaznak, de ma egy diplomával rendelkező kínai átlagosan csak 3500–4000 írásjegyet ismer. A kínai írásban szigorú szabályok szerint történik az írásjegyek megszerkesztése, amelyek művészi szintű megformálása a kínai kalligráfia. Az írott szöveget olvasni eredetileg felülről lefelé haladva lehet, a sorok pedig jobbról kezdődnek és balra haladva követik egymást. A kínai könyvek régi típusait, vagy archaizáló újabb kiadásokat fordítva kell kézbe venni, mert nyugati értelemben „hátulról” kezdődnek. A modern nyomdatermékek már a latin íráshoz hasonlóan, balról jobbra, vízszintes sorokban íródva készülnek.
A kínai íráshoz olyan nagy kínai találmányok is kapcsolódnak, mint az ecset, a papír vagy a mozgatható nyomóelemes könyvnyomtatás, melyek mindegyike óriási változást gyakorolt az írásra és az írásbeliségre. A kínai írás Dél- és Kelet-Ázsia több kultúrájára is nagy hatással volt. A történelem különböző korszakaiban a kínai írást használták a japánok, a koreaiak és a vietnámiak is, és a kínai írás hatása máig tetten érhető saját, nemzeti írásaikban is. A kínai írás kapcsán érdemes megemlíteni az úgynevezett sinitikus vagy sinoform írásokat is, amelyeket három, mára kihalt nyelv képvisel, a kitaj, a dzsürcsi és a tangut.

## Eredete

### A legendák szerint

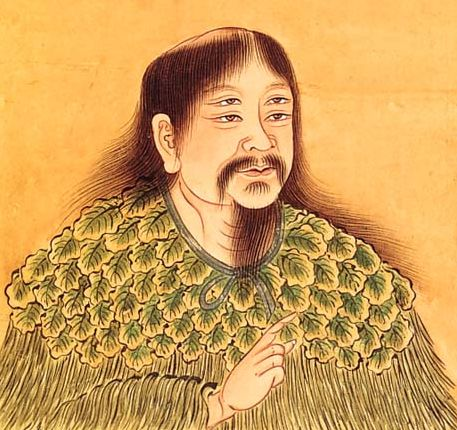
Cang-csie (Cangjie), a kínai írás megalkotója a legendák szerint

Egy legenda szerint az első kínai írásjegyet, és ezzel együtt az írást Cang-csie (Cangjie) alkotta meg i. e. 2650 körül. Cang-csie (Cangjie) a kínai mitológia legendás alakja, az ugyancsak legendás Sárga Császár egyik hivatalnoka. A feljegyzések szerint Cang-csié (Cangjié)nek négy szeme és négy pupillája volt. Az 5. században élt irodalmár, Liu Hszie (Liu Xie) 劉勰 a következőképpen írja le az írás felfedezését: „Amikor kialakult az írott képek rendje, nem kellett többé zsinórt csomózgatni; madárnyomok adták az ötletet ahhoz, hogy megteremtődjék az írás, mely kimondott szavainknak testi formát ad, a művészi szépségnek pedig lakóhelyet biztosít. Amikor Cang-csie (Cangjie) feltalálta az írást, a kísértetek sírtak, és gabona szállt a levegőben; amikor pedig a Sárga Császár alkalmazni kezdte, hivatalnokai rendet tudtak tartani, s képesek voltak a nép helyzetét helyesen megítélni…”
Más források szerint nem a minisztert, Cang-csié (Cangjié)t, hanem magát Huang Ti (Huang Di)t, azaz a Sárga Császárt illeti a dicsőség az írás feltalálásáért. Érdekesség, hogy mindkettejüket négy-négy szemmel képzelték el, ami bizonyos sámán jellegen túl a különleges éberség szimbóluma.

### A történeti valóság

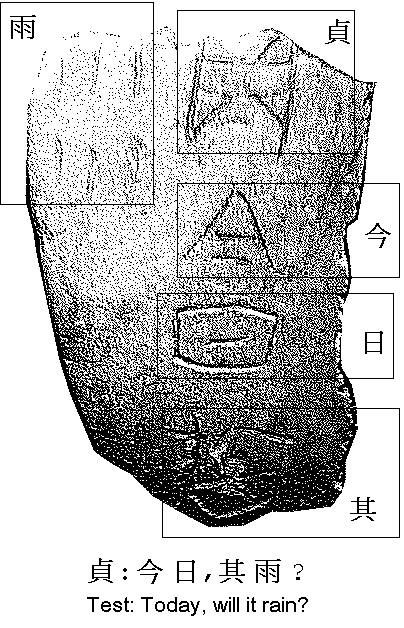
Egy Sang (Shang)-dinasztia idejéről (i. e. 16.–i. e. 11. századból) származó jóslócsont-töredék feliratának megfejtése. Az öt írásjegyből álló mondat szövege modern írásjegyekkel: 贞今日其雨, vagyis: „Jóslatkérdés: A mai nap esni fog?”

Az első írásjegyekre emlékeztető egyszerű ábrák, amelyeket az írásjegyek ősének tekintenek, i. e. 5000–3000 között készült cserépedényeken találhatók. Azonban az első valódi írásjegyek csak az i. e. 2. évezred második feléből, a Sang (Shang)-dinasztia idejéből származnak.
1899-ben egy pekingi patikában Vang Ji-zsung (Wang Yirong) 王懿荣 (1845–1900), egy tudós mandarin arra lett figyelmes, hogy a „sárkánycsont” nevezetű orvosszerként árult csontokon – amelyeket egyébként porrá őrölve többek között kiváló afrodiziákumnak, azaz a nemi vágyat fokozó szernek tartottak – különös, emberkéz alkotta karcok láthatók. Műgyűjtő révén volt némi jártassága a régi feliratok terén, s e tapasztalatának köszönhetően azon nyomban felismerte, hogy egy igen régi írás emlékeit tartja kezében. Valamennyi csontot felvásárolta, s egy év leforgása alatt gyűjteménye másfél ezer darabot számlált. A századfordulón, a bokszerlázadás idején Vang Ji-zsung (Wang Yirong) meghalt, és gyűjteménye fiára szállt, aki azt eladta Liu Ónak (Liu E-nak) 劉鶚 (1857–1909). Liu O (Liu E) 1903-ban adta ki könyvformában a feliratokról készült fényképmásolatokat.
A „sárkánycsontok” a Honan (Henan) tartománybeli Anjang (Anyang) 安陽 város közelében található Hsziaotun (Xiaodun) 小屯 nevű falucska környékéről kerültek elő, ahonnan a parasztok kisebb mennyiségben ugyan, de már évszázadok óta szállították a sárkánycsontokat. 1898–1899-ben azonban a megáradt Jüan (Yuan)-folyó vize elhordta a földet a falu környékéről. Ekkor nagy számban jutottak napvilágra a feliratos teknőspáncélok és szarvas-lapockacsontok. Emellett még számos elefántcsont és bronztárgy is felbukkant, amelyek együttvéve igen jelentős és sikeres régészeti feltárás reményével kecsegtették a tudományos világot. Az igazi tudományos igényű feltárás azonban csak a húszas évek táján indulhatott meg. 1928–1937 között több mint tízezer csontlap került elő innen, Kína első történeti dinasztiájának, a Sang-Jin (Shang-Yin)-dinasztiának egykori székhelyéről. A mai napig feltárt feliratos csontok száma meghaladja a százezret. A jóslócsontokon talált mintegy 5000 különböző írásjegyből máig nagyjából kétezret sikerült megfejteni.
A csontokon talált feliratok megfejtésére először Szun Ji-zsang (Sun Yirang) 孫詒讓 (1848–1908) vállalkozott, aki 1904-ben adta ki eredményeit összegző könyvét. Ekkor derült fény arra, hogy a csontokat jóslásra használták, a karcolatok pedig rajtuk a kínai írás legelső emlékei. A jóslócsont-feliratok (csia-ku-ven (jiaguwen) 甲骨文) – ahogy ettől kezdve nevezték – keletkezését az i. e. 14–11. századra helyezik. Ezek az írásjegyek a ma is használatos írásjegyek ősformái, amelyek azonban olyannyira eltérnek attól, hogy az avatatlan szemlélő csak nagy nehézségek árán ismer fel belőlük egyet-egyet, még akkor is, ha kínai. Túlnyomó többségben piktogrammák, vagyis képjelek, amelyeknek csak a legritkább esetben van következetesen használt állandó formája.
A Napot körrel, a Holdat félholddal, az embert pedig az emberi test sematizált rajzával, egy pálcikaemberrel jelölték. A tisztán képjelek mellett kisebb számban ugyan, de találni olyan írásjegyeket is, amelyek kiejtésre utaló elemet is tartalmaznak. Az írásjegyek fejlődésének későbbi fázisában több piktogram kombinálásával fogalmakat is ki tudtak fejezni. Ezeket ideogrammáknak nevezzük.
A világon több kultúrkörben is megtalálható az a módszer, ahogyan a Sang (Shang)-kori jósok fürkészték a jövendőt. A scapulomantia, vagyis a csontjóslás lényege, hogy a csontokat – amely alatt Kínában elsősorban a teknősök hasi páncélját és a patások lapockacsontját kell érteni – tűzzel hevítették, vagy rövid ideig a tűzben tartották, esetleg úgy, hogy fekete ürmöt égettek rajta. Majd a hő keltette repedésekből értelmezték az előzőleg feltett kérdésre a választ. Ezt követően a kérdést és a kapott jóslatot, sőt olykor az eredményességét is bekarcolták a jóslócsontokba, és azokat a jóshely közelében eltemették. Egyes szakértők szerint a hő hatására keletkező repedések formája ihlette volna az írásjegyek megalkotását. A jóslatokhoz fordultak akkor is, ha a temetés vagy a termés miatt aggódtak, ha vadászat vagy háború kimenetelére voltak kíváncsiak.
A jóslócsontok túl azon, hogy a kínai írás legelső emlékeit őrzik, óriási jelentőséggel bírnak azért is, mert segítségükkel igazolhatták a későbbi történeti források állításait, nevezetesen a Sang-Jin (Shang-Yin)-dinasztia létezését, hiszen névre pontosan megtalálni a jóslócsont-feliratokon a dinasztia uralkodóit, akiket a kései hagyomány is számontartott. Páratlan híradások ezek, amelyek rengeteget árulnak el a Sang-Jin (Shang-Yin)-dinasztia gazdasági, politikai, katonai viszonyairól, lakóinak szokásairól stb.

Jóslócsontokon olvasható karakterek, balról jobbra: 馬/马 ma ‘ló’, 虎 hu ‘tigris’, 豕 si (shi) ‘disznó’, 犬 csüan (quan) ‘kutya’, 鼠 su (shu) ‘patkány’, 象 hsziang (xiang) ‘elefánt’, 豸 cse (zhi) ‘zsákmányt ejteni’, 龜 kui (gui) ‘teknős’, 爿 csiang (qiang) ‘ágy’, 為/为 vej (wei) ‘vezetni’ (most ‘cselekedni’), 疾 csi (ji) ‘betegség’

## Fejlődése

### Bronzfeliratok

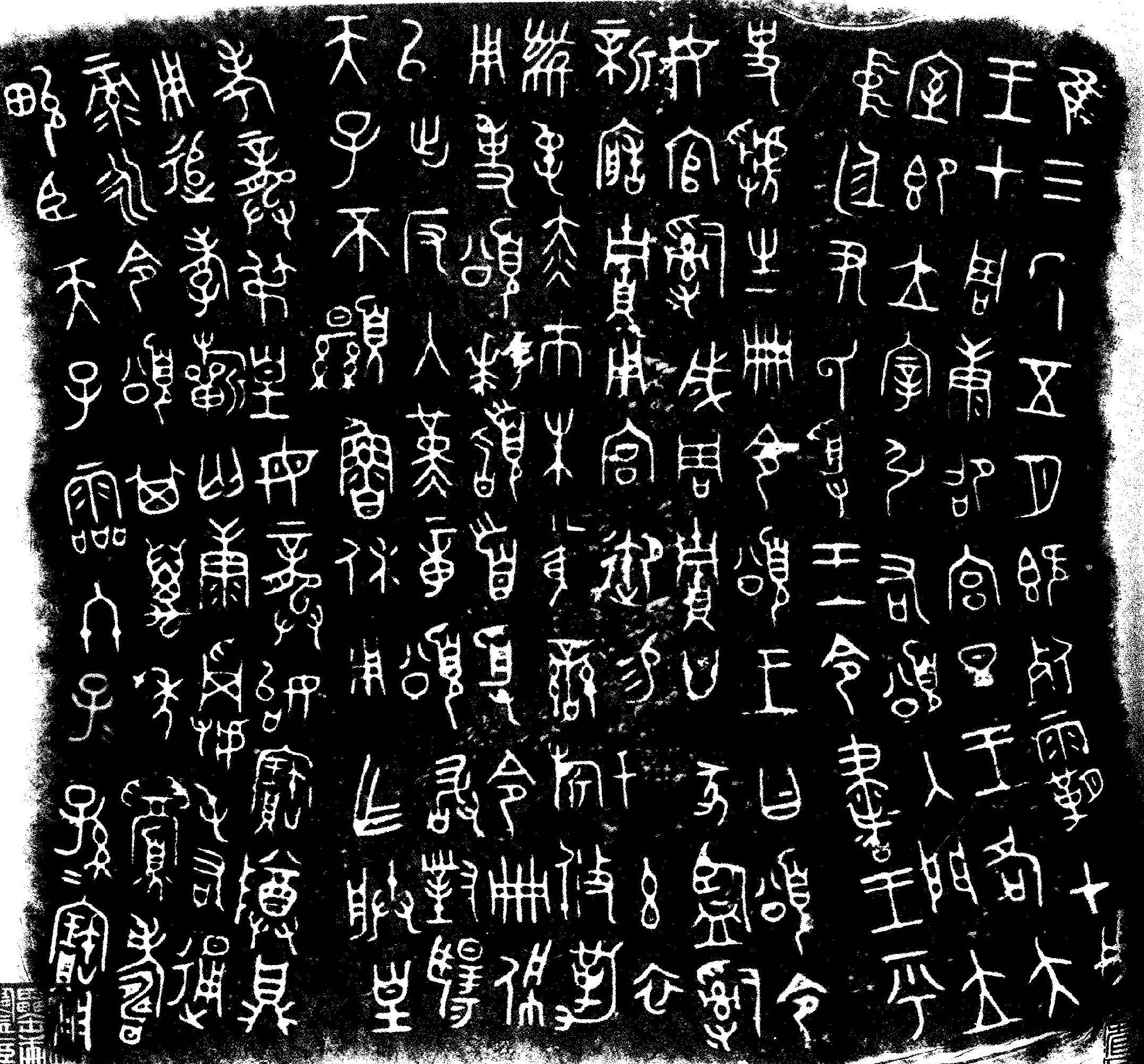
A Si-szung ting (Shisong Ding) 史颂鼎) néven ismert háromlábú bronzüst felirata, kb. i. e. 900-ból)

Már a Sang (Shang)-dinasztia korából ismerünk olyan bronzkészítményeket, amelyeket feliratokkal láttak el. Legtöbbször a tulajdonos nevét írták fel a használati tárgyakra, szerszámokra vagy fegyverekre, olykor azonban a bronzműves termékét a saját névjegyével látta el. A szertartási eszközökön áldozati szövegek is olvashatók. A bronzfeliratok (csin ven (jin wen) 金文) adományozó vagy áldozati szövegei különböző terjedelemben maradtak fenn, olykor csupán egy-két írásjegyet találni, míg némelyik tárgyon, például egy tálon akár száz írásjegy is szerepelhet.
A bronzfeliratok az i. e. 14. századtól a Han-dinasztia koráig, az i. e. 1. századig készültek. A Csou (Zhou)-dinasztia idejéből származó bronzfeliratok felbecsülhetetlen dokumentumnak számítanak, hiszen e korból semmilyen más írott forrás nem áll
rendelkezésünkre, és így hasznos kiegészítései a későbbi történeti források nyújtotta ismereteinknek. Ming ven (Ming wen) típusú írás több korból, számos helyről került elő, ám egyik sem emlékeztet a ma is használt írásra. Ezt a fajta írást olykor csung ting ven (zhong ding wen)nek 鐘鼎文 nevezik, azaz „harang- és tripusfelirat”-nak. Korai formájában a jóslócsontok írásjegyeire hasonlítanak, későbbi formájukban már kis pecsétírás (hsziao csuan (xiao zhuan) 小篆) és a kancellár írás (li su (li shu) 隸 書) néven ismertek. A Tavasz és ősz korszakban valamint a Hadakozó fejedelemségek idején valamennyi fejedelemség kialakította saját stílusát, amellyel bronzfeliratai készültek. Ezek a stílusok hasznos fogódzót jelentenek a tárgyak datálásához és lokalizálásához. Mindezek mellett jelentős forrásai a kínai írásjegyek evolúciós vizsgálatának is.
A Csou (Zhou)-dinasztia idején a szertartási bronzedényt a fejedelem adományozta a hivatalnoki rang kíséretében. A hivatalba emelés bizonylatai ezek, amelyek feliratai az ajándékozás tényét rögzítik. A bronzedényeken látható írásjegyekből álló szöveget összefoglaló néven „bronzfeliratoknak” (csin-ven (jinwen) 金文) nevezik.

A bronz feliratokon fennmaradt néhány írásjegy, balról jobbra: 馬/马 ma ‘ló’, 虎 hu ‘tigris’, 豕 si (shi) ‘disznó’, 犬 csüan (quan) ‘kutya’, 象 hsziang (xiang) ‘elefánt’, 龜 kui (gui) ‘teknős’, 為/为 vej (wei) ‘vezetni’ (most ‘cselekedni’), 疾 csi (ji) ‘betegség’

### További írásjegystílusok
Az írásjegyek a legutóbbi hivatalos írásreformig standardnak számító, és Tajvanon a mai napig standardnak tekintett formáját kaj-su (kaishu)nak 楷書 nevezzük. Ez az írásmód a korai Han-dinasztia idején alakult ki a korábbi „kancellista írásból”, a li-su (lishu)ból 隸書, melyet az első Csin (Qin) császár idején Li Sze (Li Si) nyomán létrejött kis pecsétírás, a hsziao csuan (xiao zhuan) 小篆 előzött meg. A Han-korban a pre-Csin (Qin) korszak elavult írásformáit ku ven (gu wen)nek 古文 „ősi írásoknak” nevezték el. Az írás egy korábbi formája a hagyomány szerint a Csou (Zhou) 籀 volt, amely a Csou (Zhou)-dinasztiabeli Hszüan (Xuan) 宣 király (i. e. 827–782 között uralkodott) Nagy Írnokának nevéhez fűződik, és amely a nagy pecsétírás, ta csuan (da zhuan) 大篆 néven is ismert.
A „kancellista” majd standard írás elterjedésével létrejöttek a különböző gyorsírási stílusok, amelyeket az írástudók a magánérintkezés során használtak. Az egyik ezek közül a „fogalmazó írás” (cao-su (caoshu) 草書/草书, szó szerint: „fű-írás”), amelyben az írásjegyeket a végletekig leegyszerűsítve, egyetlen vonallal írják le. A másik jelentős gyorsírási stílus a „kurzív írás” (hszing-su (xingshu) 行書/行书), amely valahol a standard és a fogalmazó írás között áll: összevonnak ugyan bizonyos vonásokat, de az írásjegy így sem torzul a felismerhetetlenségig. A kínai nyelvű könyveket, újságokat standard írással nyomtatják, de az emberek a magánleveket, fogalmazásokat stb. kézírással írják, melyet a gyakorlatlan olvasó csak nehezen tud elolvasni.
- A kínai írás öt leggyakoribb történeti stílusa:

|                                            |                                          |                                                |                                                     |                                           |
| Pecsétírás (csuan-su (zhuanshu) 篆書/篆书) | Kancellár írás (li-su (lishu) 隸書/隶书) | Félkurzív írás (hszing-su (xingshu) 行書/行书) | Kurzív (Fogalmazó) írás (cao-su (caoshu) 草書/草书) | Standard írás (kaj-su (kaishu) 楷書/楷书) |

- Hét írásjegy hat különböző stílusban írt változata:

| Jóslócsontfelirat | Pecsétírás | Kancellista írás | Kurzív írás | Fogalmazó írás | Standard írás | Magyaros (Pinyin) | Jelentés |
|                   |            |                  |             |                |               | zsi (rì)          | Nap      |
|                   |            |                  |             |                |               | jüe (yuè)         | Hold     |
|                   |            |                  |             |                |               | san (shān)        | hegy     |
|                   |            |                  |             |                |               | jü (yǔ)           | eső      |
|                   |            |                  |             |                |               | mu (mù)           | fa       |
|                   |            |                  |             |                |               | zsen (rén)        | ember    |
|                   |            |                  |             |                |               | mu (mǔ)           | anya     |

### Az írásjegyek egyszerűsítése

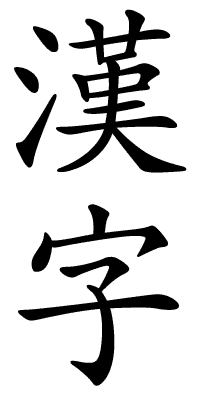
A 'kínai írás' jelentésű 漢字 han-ce (hànzì) a hagyományos kínai írással

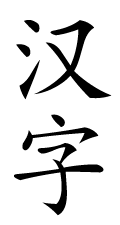
A 'kínai írás' jelentésű 汉字 han-ce (hànzì) az egyszerűsített kínai írással

Az írásjegyek terén az utolsó változtatást az 1950-es években hajtották végre. Az 1949-ben hatalomra került kommunisták egyik fő célkitűzése az írástudatlanság felszámolása volt. Annak érdekében, hogy az írásjegyek tanulását megkönnyítsék, az írásjegyek jelentős részét egyszerűsítették, az őket alkotó vonások számát csökkentették, bár az írásjegyek alapvető szerkezetén nem változtattak. Azóta a hagyományos kínai írásjegyeket, vagyis a „bonyolult írásjegyeket” fan-ti-ce (fantizi)nek 繁体字 nevezik, míg az „egyszerű írásjegyeket” csien-ti-ce (jiantizi)nek 簡體字 / 简体字 nevezik.
Az írásreform gondolata 1892-ben vetődött fel először. A mozgalom célja az volt, hogy az ideogrammák alkotta írást egy latin betűs, alfabetikus írással váltsák fel. Ez nagy segítséget nyújtott volna az analfabetizmus felszámolásában és nagyban megkönnyítette volna az oktatást. A probléma nemcsak akkoriban, de a mai napig megoldhatatlannak bizonyult. A könnyebbség kedvéért azonban nekiláttak az írásjegyek egyszerűsítésének. Ennek köszönhetően a bonyolult írásjegyek mintegy 80%-át sikerült olykor 10–15 vonással is leegyszerűsíteni. 1958-ban a Kínai Népköztársaság Írásreform Bizottsága megalkotta a kínai nyelvre alkalmazott latin betűs átírásrendszert, az úgynevezett pinjin (pinyin) átírást. A pinjin (pinyin) átírást 1979. január 1. óta a Kínai Népköztársaságban megjelenő idegen nyelvű kiadványok kínai nevek és szavak átírására kötelezően használja. A latin betűs átírás azonban csak segítséget nyújthat és az írásjegyek mellett kiegészítésül szolgálhat, ám azokat elsősorban a zenei hangsúlyok miatt sohasem válthatja fel. Az írásreform eredményeképpen 1955 óta ma már a kínai írás is vízszintesen, balról jobbra halad, felváltva a hagyományos fentről lefelé vezető oszlopokat. Az újságcikkek címében, a plakátokon és a könyvek gerincén azonban még ma is találkozhatunk függőleges írásjegysorokkal. A másik jelentős változás, amiben a modern kínai könyv különbözik a hagyományostól, hogy most már nem „hátulról” kell fellapozni a köteteket.
Nem csak a Kínai Népköztársaságban, hanem Szingapúrban is az egyszerűsített írásjegyek a hivatalosak, a kínai nyelvű könyveket, újságokat is ezekkel nyomtatják. Tajvanon azonban mind a mai napig a hagyományos bonyolult írásjegyeket tekintik hivatalosnak. Az elmúlt évtizedben, az 1997-ig, a visszacsatolásig fan-ti-ce (fantizi)t használó Hongkong és Makaó kulturális hatásának eredményeképpen a Kínai Népköztársaságban is reneszánszát éli a hagyományos írásjegyek használata az olyan nem hivatalos kiadványokon, mint pl. termékismertetők, reklámok, dalszövegek stb.
Az írásjegyek egyszerűsítésének módszerei és logikája:
1. A több elemből álló írásjegy összetett, bonyolult tagját egyszerűbb alakkal helyettesítették:
  - 對 → 对; 觀 → 观; 風 → 风 stb.
2. Az írásjegy bonyolult elemét az adott szóhoz fonetikailag hasonló vagy azzal megegyező egyszerűbb írásjeggyel helyettesítették:
  - 潔 → 洁; 鄰 → 邻; 極 → 极 stb.
3. Egész írásjegy-elemek elhagyása:
  - 廣 → 广; 寧 → 宁; 滅 → 灭 stb.
4. Az írásjegy leegyszerűsített kézírásos formáját, változatát tették meg a nyomtatott alaknak:
  - 書 → 书; 長 → 长; 馬 → 马 stb.
5. Az írásjegyet az egyszerűbb régi változatával helyettesítették:
  - 涙 → 泪; 網 → 网; 傑 → 杰 stb.
6. A bonyolult radikális (vagy gyök-) elem helyett egyszerűbbet szerkesztettek:
  - 體 → 体; 塵 → 尘; 竃 → 灶 stb.
7. Az írásjegybe új fonetikai elemet szerkesztettek:
  - 護 → 护; 驚 → 惊; 膚 → 肤 stb.
8. Az írásjegyet egy azonos vagy hasonló hangzású írásjeggyel vonták össze::
  - 餘 → 余; 穀 → 谷; 後 → 后 stb.
9. Több bonyolult írásjegyet egy, újonnan szerkesztett egyszerű írásjegyben egyesítettek:
  - 髮 és 發 → 发; 儘 és 盡 → 尽; 曆 és 歷 → 历 stb.
10. Az egyszerűsített írásjegy-elemeket minden további írásjegyben – ahol az adott elem szerepel – következetesen használják:
  - 門 → 门; 閉 → 闭; 問 → 问 stb.
  - 馬 → 马; 騎 → 骑; 駕 → 驾 stb.
  - 鳥 → 鸟; 鴨 → 鸭; 鴕 → 鸵 stb.

## Az írásjegyek típusai
Hszü Sen (Xu Shen) (kb. 58–147), a kínai írásjegyek első etimológiai szótárának, a kb. i. sz. 2. század elején összeállított Suo-ven csie-ce (Shuowen jiezi)nek szerkesztője a kínai írásjegyeket hat csoportba osztotta:

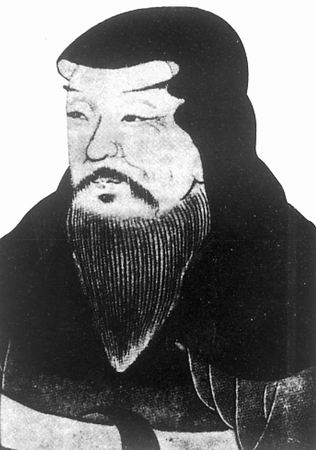
Hszü Sen (Xu Shen) portréja. Az első kínai etimológiai szótár (i. sz. 2 század) szerzője

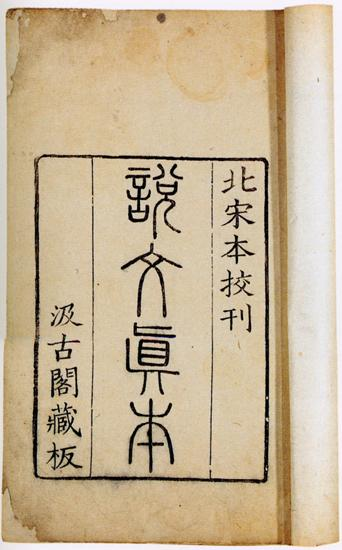
Hszü Sen (Xu Shen) etimológiai szótárának (Suo-ven csie-ce (Shuowen jiezi) borítója. (Az Északi Szung (Song)-dinasztia idején készült kiadás.)

1. cse si (zhi shi) 指事 „dolgokra mutató” egy írásjegy, ha direkten ábrázol fogalmakat, például sang (shang) 上 „fent”, hszia (xia) 下 „lent”;
2. hsziang hszing (xiang xing) 象形 „formát utánzó” a piktogramból származó írásjegy, pl. a zsi (ri) 日 „nap”, jüe (yue) 月 „hold”;
3. hszing seng (xing sheng) 形聲 „forma és hangzás” írásjegy két egyszerűbb írásjegy összetétele, az egyik a hangzást jelöli, a másik a jelentésre utal, pl. a csiang (jiang) 江 „folyó” és a ho (he) 河 „folyó” írásjegyekben mindkét esetben a víz piktogramjából származó bal oldali rész kombinálódik a másik féllel, melynek nincs köze a jelentéshez, de egy, az új írásjegy kiejtéséhez közel álló szót képvisel;
4. huj ji (hui yi) 會意 „összetett jelentésű” pl. a „száj” + „madár” összevonásával alkotott ming 鳴 „sírni; csiripelni” írásjegy;
5. csuan csu (zhuan zhu) 轉注 „átvitt jelölésű” az azonos jelentésű, eltérő hangzású, de formailag hasonló írásjegyek, pl. lao 老 „öreg” és kao 考 „öreg”;
6. csia-csie (jiajie) 假借 „kölcsönzött” azon írásjegy, melynél egy hasonló vagy ugyanolyan hangzású írásjegyet használunk egy másik helyett, pl. an 安 „béke” az an „hol?”, „hogyan?” kérdőszó helyett.

|     | Típus                                                         | Gyakoriság (%)  |
| --- | ------------------------------------------------------------- | --------------- |
| (1) | Fono-szemantikai összetételek (hszing seng (xing sheng) 形聲) | 82%             |
| (2) | Ideogrammatikus összetételek (huj ji (hui yi) 會意)           | 13%             |
| (3) | Piktogrammák hsziang hszing (xiang xing) 象形)                | 4%              |
| (4) | Ideogrammák (cse si (zhi shi) 指事)                           | 1%-nál kevesebb |
| (5) | Áttételek (csuan csu (zhuan zhu) 轉注)                        | 1%-nál kevesebb |
| (6) | Kölcsönzések (csia-csie (jiajie) 假借)                        | 1%-nál kevesebb |

Ebből a hat csoportból az (2), a (3), a (4) és az (5) nem fonetikusak, azaz a jelentés közvetlenül ikonikusan reprezentálódik, a kiejtésre történő utalás nélkül. Ezek alkotják az írásjegyek egyszerűbb ven (wen) 文 típusát. Ezzel szemben az összetett, ce (zi)nek 字 nevezett írásjegytípusba a (1) és az (6) csoport írásjegyei tartoznak, melyek fonetikai elveken alapulnak, és az írásjegyek zömét ezek teszik ki. Az (1) és a (6) típus között nem húzódik szigorú határvonal. Egy szemantikai determináns (szignifikáns vagy radikális) hozzáadásával a csia-csie (jiajie)ból hszing seng (xing sheng) lesz, az ilyen írásjegyeket pedig másképpen hszie-seng (xiesheng)nek 諧聲 nevezzük. A szignifikánsok hozzáadása leginkább a Han-dinasztia előtt volt elterjedt. Így pl. az eredetileg „asszonyt” jelentő nü 女 írásjegyet már korán elkölcsönözték (csia-csie (jiajie)) a zsu (ru) „te”; „Ön” számára. Később a „víz” elemet tartalmazó, és eredetileg a Honan (Henan) tartománybeli Zsu (Ru)-folyót jelölő 汝 írásjegyet (hszing seng (xing sheng)) vették kölcsön a zsu (ru) „te”; „Ön” számára standard írásjegynek. A szignifikánsok kiválasztása szintén változatos lehet. Így a „beszél” szignifikánsú, később suo (shuo) „magyaráz; magyarázat; doktrína; teória; történet; (később) mondani” és su (shu) kiejtéssel „rábeszélni” jelentésű 說 írásjegyet a pre-Han szövegekben gyakorta használták jüe (yue) „megelégedett” olvasatban, noha ennek a szónak a „szív” szignifikánsú 悅 változata lett a standard írásjegye.

## Az írásjegyek szerkezete

### Az írásjegyek elrendezése

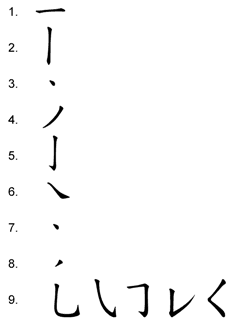
A kínai írásjegyek főbb alapvonásai:
1. heng 横 „vízszintes”
2. shu (su) 竖/竪 „függőleges”
3. tien (dian) 点 „pont”
4. pie 撇 „balra”
5. kou (gou) 钩/鈎 „horog”
6. na 捺 „jobbra”
7. A „pont” egy változata.
8. A „pont” egy másik változata.
9. van (wan) 弯 „görbe” és che (zhe) 折 „megtört” vonások

Bármilyen stílushoz is tartozzék a kínai írás adott írásjegye, formailag szigorúan kötött. A kötöttségek zárt, véges számú elemből álló rendszert képeznek. Az első legfontosabb ilyen jellegű szabály, hogy a kínai írásjegy akármennyi vonásból is álljon, azonos méretű (képzeletbeli) négyszögbe helyezkedik el (a nyomtatott írásjegyek szabályos négyzetbe, az írott változat esetén ez inkább álló téglalap). Ezt a csak virtuálisan létező négyszöget az előnyomtatott kéziratpapíron (vö. a mi vonalas füzetünk), halványan nyomtatott hálózat szolgálja, amely így segítséget nyújt az írásjegyek arányos elhelyezéséhez. Ezt nevezik „négyzetrácsba írt írásjegynek” (fang-kuaj-ce (fangkuaizi) 方块字 / 方塊字/方块字).
A kínai írás eredetileg felülről lefelé halad, a sorok pedig jobbról kezdődnek és balra haladva követik egymást. A kínai könyvek régi típusait, vagy archaizáló újabb kiadásokat fordítva kell kézbe venni, mert nyugati értelemben „hátulról” kezdődnek. A modern nyomdatermékek már a mi írásunkhoz hasonlóan, balról jobbra írt, lineárisan rendezett sorokkal készülnek.

### Az alapvonások

A jung (yong) 永 "örök" jelentésű írásjegyet felépítő 8 alapvonás

Az írásjegyek felépítésének következő lényeges szabálya az írásjegy vonásainak sorrendje. Az írásjegyek – bármilyen bonyolult legyen is némelyik – tulajdonképpen néhány igen egyszerű vonalból épülnek fel. Ezek az írásjegyek alapelemei, vagy alap-ecsetvonásai. A jobb oldali képen az alapvonások néhány főbb típusa látható. Természetesen az alapvonásoknak több változata is lehetséges (méret, vastagság, irány) attól függően, hogy az írásjegy melyik részén helyezkedik el. Például a 7. és a 8. vonás a 3. („pont”) egy-egy változata.

### A vonássorrend
Minden egyes vonásnak megvan a felépítési szabálya: az ecsetvonásoknak meghatározott sorrendben kell követniük egymást, mégpedig általános elvként az írásjegyek határait alkotó virtuális négyszög bal felső sarkából lefelé és jobbra haladva. Az írásjegy gerincét, fő szerkezeti elemét adó nagyobb vonást, ha az egész írásjegyet átjárja, legutoljára húzzák.
- A vonássorrend szabályai:

A jung (yong) 永 „örök” jelentésű írásjegyet felépítő 8 alapvonás megrajzolásának sorrendje

A kuo (guo) 國 "ország" jelentésű, „keretes-típusú” írásjegy vonás-sorrendje

1. A vízszintes vonások megelőzik a függőleges vonásokat.
2. A balra lejtő vonások megelőzik a jobbra lejtő vonásokat.
3. Az írásjegyek írását felülről kell kezdeni.
4. Az írásjegyet balról jobbra haladva építik fel.
5. A felülről keretezett írásjegyeknél előbb a keretet kell meghúzni.
6. Az alulról keretezett írásjegyeknél a keretet legvégül kell meghúzni.
7. A teljes keretet mindig legvégül kell bezárni.
8. Egy szimmetrikus felépítésű írásjegynél előbb a középső részt kell kialakítani, s csak azután az oldalakat.

### Az írásjegyek vonásainak száma
A kínai írásjegyek különböző számú alapvonásokból épülhetnek fel. Ezek közül a legegyszerűbb a csupán egyetlen vízszintes vonalból álló „egy” jelentésű 一 ji (yi) írásjegy. A kínai írásrendszer más, egy vonásból álló írásjegyet nem tartalmaz. Aránylag ritkák a két vonásból álló írásjegyek is, például: 二 er (er) „kettő”, 十 si (shi) „tíz”, 人 zsen (ren) „ember” stb. A hagyományos írásjegyek zöme 15–30 vonásból épül fel (átlagosan 9 vonásból). Esetenként azonban ennél jóval több vonásból álló írásjegyek is előfordulhatnak, melyek tulajdonképpen már több önálló írásjegy összevonásának is tekinthetők. Ritkák ugyan, de léteznek 50 vagy akár 80 vonásból álló írásjegyek is.

nang (nang) – „bedugult orral beszél” (Összesen 36 vonás, a ma használatos, egyszerűsített írásjegyek második legtöbb vonásból álló karaktere.)
piang (biang) – „egy tésztaféle étel Senhszi (Shaanxi) tartományban” (nyelvjárási szó, összesen 57 vonás alkotja. A ma használatos írásjegyek legösszetettebb karaktere.)
csö (zhe) – „bőbeszédű” (4 darab, egyenként 16 vonásból álló lung (long) 龍 „sárkány” jelentésű írásjegy, összesen 64 vonás.)
cseng (zheng) – „felvirágzik” (4 darab, egyenként 16 vonásból álló hszing (xing) 興 „felvirágzik” jelentésű írásjegy, összesen 64 vonás.)
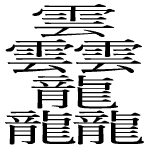
taito (taito) – „repülő sárkány” (3 darab, egyenként 12 vonásból álló jün (yun) 雲 „felhő” jelentésű + 3 darab, egyenként 16 vonásból álló lung (long) 龍 „sárkány” jelentésű írásjegy, összesen 84 vonás. Minden idők legkomplexebb kínai írásjegye, melyet Japánban alakítottak ki.)

## Az írásjegyek száma
A kínai nyelv írásrendszerének logikájából adódóan a kínaiaknak a leírandó fogalmak jelentős részére külön-külön írásjegyet kellett alkotniuk a történelem során. A majdnem ezer éve, 1039-ben kiadott legnagyobb kínai szótár összesen 53 525 különböző írásjegyet tartalmaz. A legnagyobb 20. századi nagyszótár, a Csung-hua ta ce-tien (Zhonghua da zidian) 中華大字典 / 中华大字典 (1916) nem kevesebb, mint 48 000 írásjegy jelentését ismerteti. Azonban még egy művelt kínai számára is ennek a mennyiségnek csupán a töredékére van szüksége a nyelv mindennapos használata során. Egy 1960-as években végzett felmérés szerint egy átlagos, diplomával rendelkező kínai, aki nem irodalom vagy történelem szakon végzett, 3500–4000 írásjegyet ismert. 10 ezer feletti írásjegy ismerete igen ritka. Összehasonlításképpen, Mao Ce-tung (Mao Zedong) Összegyűjtött munkáiban összesen 2981 különböző írásjegy fordul elő. Ez azonban nem jelenti azt, hogy a kínaiak csupán pár ezer szót ismernének és használnának, hiszen az önálló írásjegyek összevonásával alkotott összetett szavak száma ennél jóval több.

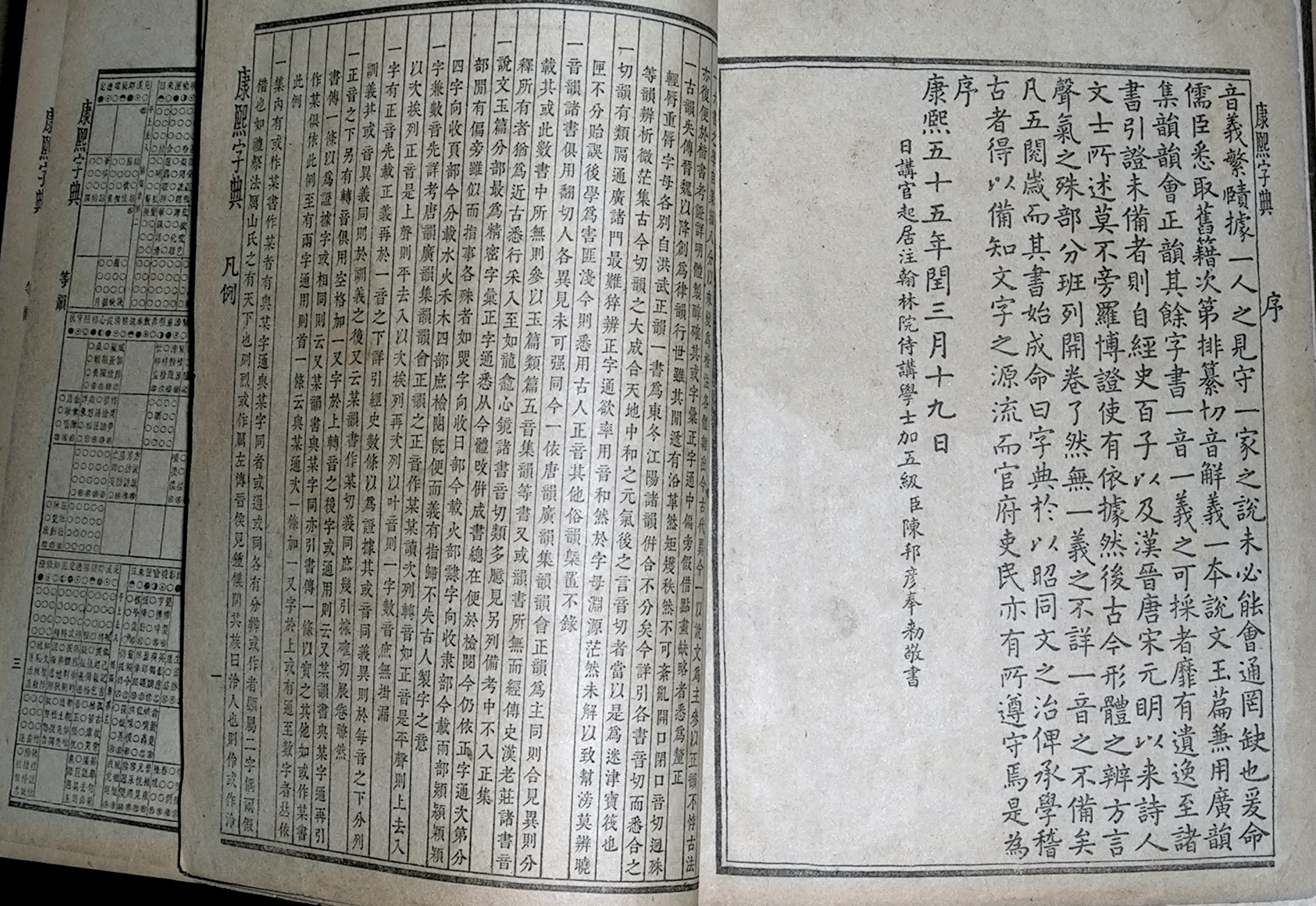
Az 1716-ban császári rendeletre kiadott Kang-hszi (Kangxi) szótár (Kang-hszi ce-tien (Kangxi zidian) 康熙字典), amelyben mintegy 47 ezer különböző írásjegyet ismertetnek a szerkesztők

| Év      | A szótár címe                             | Az írásjegyek száma                                                      |
| ------- | ----------------------------------------- | ------------------------------------------------------------------------ |
| 100     | Suo-ven csi-ce (Shuowen Jiezi)            | 9 353                                                                    |
| 543 (?) | Jü-pen (Yupian)                           | 12 158                                                                   |
| 601     | Csie-jün (Qieyun)                         | 16 917                                                                   |
| 1011    | Kuang-jün (Guangyun)                      | 26 194                                                                   |
| 1039    | Csi-jün (Jiyun)                           | 53 525                                                                   |
| 1615    | Ce-huj (Zihui)                            | 33 179                                                                   |
| 1716    | Kang-hszi ce-tien (Kangxi Zidian)         | 47 035                                                                   |
| 1916    | Csung-hua ta ce-tien (Zhonghua da zidian) | 48 000                                                                   |
| 1989    | Han-jü da ce-tien (Hanyu da zidian)       | 54 678                                                                   |
| 1994    | Csung-hua ce-haj (Zhonghua zihai)         | 85 568                                                                   |
| 2004    | Ji-ti-ce ce-tien (Yitizi zidian)          | 106 230 (a hagyományos és az egyszerűsített írásjegyeket külön számolva) |

| Év   | Ország    | A szótár címe      | Az írásjegyek száma |
| ---- | --------- | ------------------ | ------------------- |
| 2003 | Japán     | Dai Kan-Wa jiten   | 50 000+             |
| 2008 | Dél-Korea | Han-Han Dae Sajeon | 53 667              |

## Különleges, egyedi írásjegyek

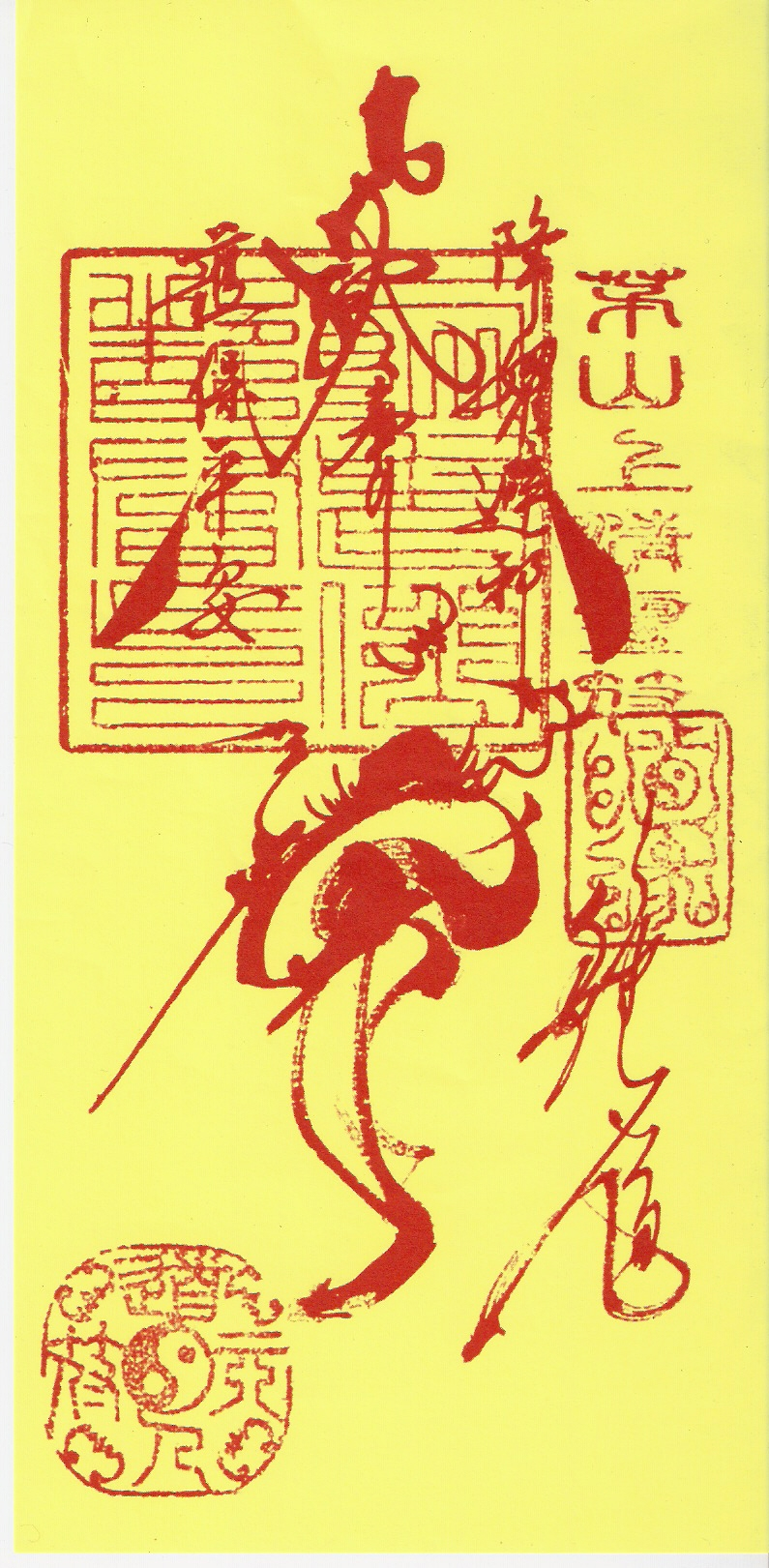
Taoista talizmán

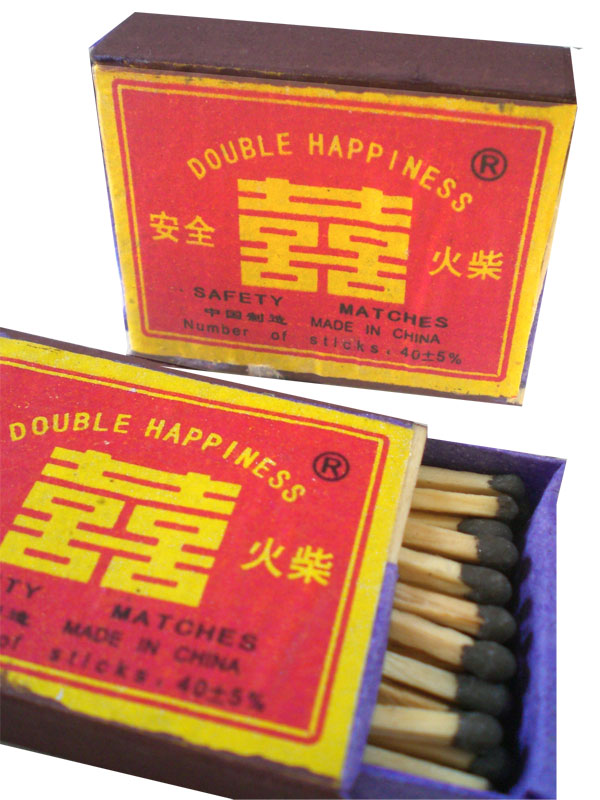
A népszerű kettős vagy páros boldogság (suang-hszi (shuangxi)雙喜/双喜) írásjegy gyufásdobozon

### Taoista titkos írásjegyek
A misztikus taoizmus gyakorlatában sokféle eszközt használtak arra, hogy befolyásolják és megjelenítsék a természet erőit, s csökkentsék az ártó erők hatását. Ezen eszközök között fontos szerephez jutottak s jutnak még ma is azok a transzban, reveláció útján keletkezett szövegek (csen-ven (zhenwen) 真文) és dokumentumok (su (shu) 书), a természet erőinek befolyását magukon viselő diagramok (tu 图 vagy ling-tu (lingtu) 灵图), pecsétek (jüan-csuan (yunzhuan) 云篆) és talizmánok (fu 符 vagy ling-fu (lingfu) 灵符), melyek mind az égi erők megjelenését és erejét hivatottak igazolni. E talizmánok, pecsétek, diagramok szövegeit, ábráit csak a beavatott pap, varázsló tudta értelmezni, ezzel igazolva az égi erők és a hétköznapi világ közötti kapcsolattartó szerepét.
A talizmánok írásjegyeit és egyes motívumait is „villám-írásnak” (lej-ven (leiwen) 雷文) nevezik, de tekergőző formájuk miatt „felhő-pecsét” írásnak (jün-csuan (yunzhuan) 云篆) is hívják őket. A talizmánok egy részén ugyanakkor nem ilyen írásjegyek, hanem egyfajta transzírásból származó jelsorozatok találhatók. Gyakran e kettőt keverve találhatjuk a talizmánokon. A szöveg alapú talizmánok írásjegyei egyfajta titkosírásnak, csak a beavatottak számára olvasható, ezoterikus írásmódnak tekinthetők. Már a legkorábbi időkben kialakult a rendszere, mely idővel egyre bővült. Később az egyes ezoterikus írásjegyekkel leírt szövegeket értelmezték és hagyományos írásjegyekkel átírták, így kerültek be a taoista kánonba.

### Ligatúrák
Az írásjegyek egy különleges csoportját alkotják a több írásjegy összevonásával, ötletes összekapcsolásával létrejött új ligatúrák. Az írásjegyek ezen típusának kínai elnevezése: 合文 (ho-ven (hewen)), vagyis „összevont szöveg”. Ezek egy részével üdvözlőkártyákon, feliratokon találkozhatunk, vagy egyszerűen egy-egy kalligráfus virtuóz remekei. A legismertebb összetett ligatúra az úgynevezett „páros boldogság” (suang-hszi (shuangxi) 雙喜/双喜), amely a 喜 hszi (xi) önmagában is „boldogság” jelentésű írásjegy megduplázásából és összekapcsolásából jött létre. Dekorációs motívumként roppant széles körben megjelenhet.

### Idegen jelekből lett kínai írásjegyek
Az indiai eredetű buddhizmus kínai térhódításával megjelent Kínában a buddhista szimbólumrendszer is. Ennek egyik legjellegzetesebb példája a szvasztika, vagyis „törtszárnyú kereszt” vagy „horogkereszt”. Ennek mindkét formája (a jobbra 卐 és a balra 卍 forduló) egyaránt igen korán kínai írásjeggyé vált. A kiejtését a hozzá leginkább hasonló, elemeiben emlékeztető hagyományos kínai írásjegytől, a „tízezer” jelentésű 万 van (wan)tól kölcsönözték.
A 20. században egyre jobban elterjedt, hogy a „nulla” vagy „zéró” jelölésére a hagyományos 零 (ling) írásjegy helyett, nyugati mintára egy kört 〇 használnak. A kínai nulla a nyugatival ellentétben szabályos kör, a kiejtése pedig ugyanaz, mint az eredeti írásjegynek, tehát ling. Annak ellenére modern képződménynek kell tartanunk, hogy már egy 1247-ben íródott matematikai tárgyú könyvben felbukkant, mivel általános használatra csak a 20 században került sor. Teljes mértékben írásjegynek tekintendő, nem pedig az arab szám átvételének, hiszen ma már megengedett, hogy például egy dátumot a következőképpen írnak le: 二〇〇〇年 (er ling ling ling nien (er ling ling ling nian)) vagyis a „2000. év”.
A kínai írás egyik, ha nem a legújabb jövevény eleme @ (angol: at), melyet a számítástechnika és az internethasználat elterjedése tett szükségszerűvé. Az új karakter annyira népszerűvé vált, hogy jó néhány szülő, aki különleges nevet szeretett volna adni gyermekének, az @-et választotta. Ám mivel még a kínai hatóságok, adminisztratív egységek, szervezetek sincsenek mindenhol számítógéppel ellátva, a hatóságok végül is megtiltották a nem kínai írásjegyekkel írt utónevek felvételét.

### Közönséges írásjegyek
Az úgy nevezett „közönséges írásjegyek” (szu-ti-ce (sutizi) 俗体字) csoportja nem az írásjegyek szerkezete, stílusa stb. miatt alkot külön kategóriát, hanem a hagyományos írásjegyek használata okán. Tulajdonképpen nem hivatalosan használt, rontott írásjegyekről, írásjegy-használatról van szó, amely a kevésbé művelt átlagemberek körében terjedt el. A típus lényege, hogy egy-egy bonyolultabb írásjegyet azonos hangzású, de egyszerűbb írású írásjeggyel helyettesítik. Például a „tyúktojás” jelentésű csi-tan (jidan) 鸡蛋 írásjegyek helyett, az ugyanilyen kiejtésű 几旦 írásjegyeket használják.

### Dialektális írásjegyek
A Kínai Népköztársaságban beszélt kínai nyelvjárások olyan nagy mértékben különbözhetnek a köznyelvtől, hogy valójában már külön nyelvnek is tekinthetők. A nem csupán fonetikájában, hanem grammatikájában is jelentős különbségeket mutató kínai nyelvjárások/nyelvek némelyikének írott változata is eltérhet a köznyelvi írástól. Ennek legjellemzőbb példáival a Jüe (Yue) nyelvjárásba tartozó kantoni nyelvben találkozhatunk. A dél-kínai kantoni nyelv írott változatában számos olyan standardnak számító írásjegyet használnak, melyek a mai, az északi nyelvjárásokon alapuló köznyelvben ismeretlenek. E speciális írásjegyek egy része a történelem bizonyos korszakaiban részét képezték ugyan a kínai köznyelv, vagy mandarin nyelv írott lexikájának, de ma már nem használják őket. A speciális karakterek másik részét azonban olyan, zömében nyelvtani partikulák, segédszavak alkotják, melyeknek írott formái csak és kizárólag a kantoni nyelv írott formájának részei. Ilyenek például a 咩, a 嚇 vagy a 咗 stb. írásjegyek.

## Központozás, írásjelek
A kínai írás hagyományosan központozás nélküli folyóírás volt, amely jobbról balra haladó, felülről lefelé írt sorokból állt. Semmiféle központozást nem használtak, a szöveg értelmezését elősegítette a klasszikus kínai nyelv azon tulajdonsága, hogy egy-egy mondat, mondatrész vagy értelmi egység az esetek zömében négy írásjegyből állt. A szöveg tagolásához további segítséget jelent a mondatzáró partikulák, illetve azon partikulák nagy száma, melyek mindig az értelmi egység vagy a mondat végén helyezkednek el. Viszonylag kései fejlemény, hogy a kínai írástudók, filológusok a szövegek pontos értelmi tagolását elősegítendő egy apró karikát (。) használtak a mondatok, tagmondatok elválasztására. Ez az írásjel az olyan nyugati írásjelek szerepét töltötte be, mint a pont (.), a vessző (,), a kettőspont (:) vagy a pontos vessző (;). Ezt követte a vessző kínai változatának (、) megjelenése, melyet általában a felsorolások tételeinek elválasztására használtak.

### Nyugati írásjelek kölcsönzése

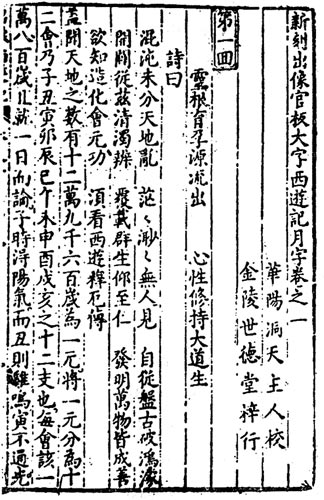
A nyugati utazás (Hszi ju csi (Xi you ji) 西遊記/西游记) című Ming-kori regény központozás nélküli kiadásának egyik oldala

Amikor Kínában a 20. század elején áttértek a nyugati mintájú könyvkiadásra, vagyis a sorokat balról jobbra haladva, vízszintes elrendezésben szerkesztetik, fokozatosan megjelentek, és idővel általánossá váltak a szöveg tagolását, központozását elősegítő írásjelek. Ezek egy részének azonban a nyugati mintától kissé eltérő, sajátos a kínai grafikai megjelenítése. Funkciójukat tekintve azonban nincs jelentős különbség köztük.
A nyugati írások mintájára bevezetett és máig használatos kínai írásjelek:
- ， vessző (a tagmondatok elválasztására)
- ！ felkiáltó jel
- ？ kérdőjel
- ； pontos vessző
- ： kettőspont
- （ ） zárójel
- 【 】 vagy ［］ szögletes zárójel
- — kötőjel vagy gondolatjel (a kínai mondatot nem választják el kötőjellel)

### Egyéb írásjelek
Itt olyan írásjeleket ismertetünk, melyek zömében nyugati inspirációra születtek ugyan, de attól vagy formájukban, vagy funkciójukban jelentősen eltérnek.
Speciális írásjelek:
- 。 mondatzáró karika
- 「...」 , 『... 』 , ﹁...﹂ , “...” idézőjelek
- 、 felsorolásokat elválasztó vessző
- · középső pont (a több tagból álló idegen nevek kínai írásjegyekkel írt változatának tagolására, pl.: 列奥纳多·达·芬奇 Leonardo da Vinci)
- 《... 》 könyvcímek jelölésére használt zárójel
- …… hat pont (a nyugati három pont (…, ill. ...) helyett)
- ～ hullámvonal (a becsült értékek jelölésére)
- ～～ kettős hullámvonal (az élőbeszédet imitáló írásjegy elnyújtott magánhangzójának jelölésére, pl: 哇～～ „vaaa”)

## Átírások
Amikor a 13–16. században az első, Kínában járt európaiak hazatértek és élményeikről, tapasztalataikról írásban beszámoltak, a kínai szavakat, neveket általában úgy írták át saját nyelvükre, ahogy azt hallották, vagy hallani vélték. Az első következetes átírási rendszer, vagyis a kínai szótagok latin betűkkel való jelölése Matteo Ricci (1552–1610) jezsuita misszionárius nevéhez fűződik, aki átírási rendszerét 1605-ben dolgozta ki.
A 19. században a kínai–nyugati kulturális kapcsolatok megélénkülésekor számos különböző átírási rendszer jött létre, és van használatban mind a mai napig.
A vezető kínai értelmiségiek körében az 1920-as évektől fogva felmerült az a gondolat, hogy a bonyolult, nehezen megtanulható írásjegyrendszer helyett Kínának át kellene térnie a latin betűs ábécére. Idővel kiderült a szakemberek számára, hogy a kínai nyelv azon jellegzetes tulajdonsága miatt, hogy oly sok azonos hangzású szót (homonimát) tartalmaz, jelenlegi állapotában alkalmatlan arra, hogy az írásjegyeket teljes mértékben latin betűs szavakkal helyettesíteni tudják. A Kínában ma hivatalos latin betűs átírásnak számító, és a világon egyre inkább elterjedt pinjin (pinyin) átírás sem helyettesítheti teljes mértékben az írásjegy alapú kínai írást.

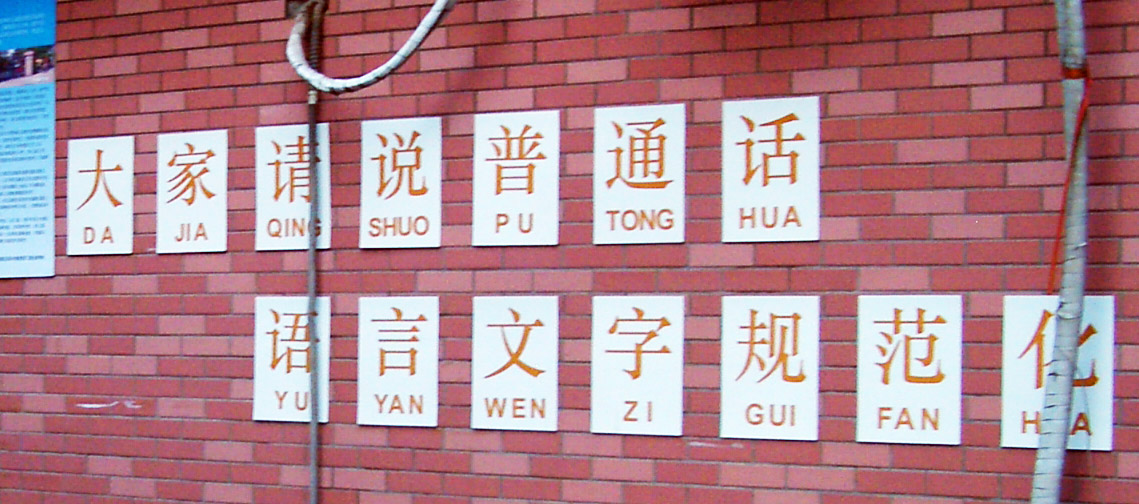
Egy óvoda udvara Sanghaj óvárosában, egy felirattal díszítve: "大家请说普通话,语言文字规范化". "Dajia qing shuo Putonghua / Yuyan, wenzi, guifanhua!". ("Mindenki beszéljen mandarinul, [és] egységesítsük a beszédet és a helyesírást!")

## Az írás eszközei
A kínai írás legelső emlékeit még éles, hegyes tárggyal csontba vagy kőbe karcolták. Ezeknek a korai írásjegyeknek a formáját is inkább ez határozta meg, így jellegzetesen több hullámos, görbe vonal alkotta őket, a vonalak vastagsága pedig mindenhol azonos. Az ecset őse feltehetően rostokra bontott végű bambusz- vagy faágak lehettek. Az írásjegyek ecsettel való leírására csak az i. e. 1. évezred elejétől vannak dokumentált bizonyítékok.

### A négy kincs
A kínai írástudók az íráshoz szükséges eszközeiket hagyományosan négy kincsnek (sze pao (si bao) 四寶/四宝) nevezik. Ebbe a csoportba az ecset, a tus, a dörzskő és a papír tartozik.
- Ecset

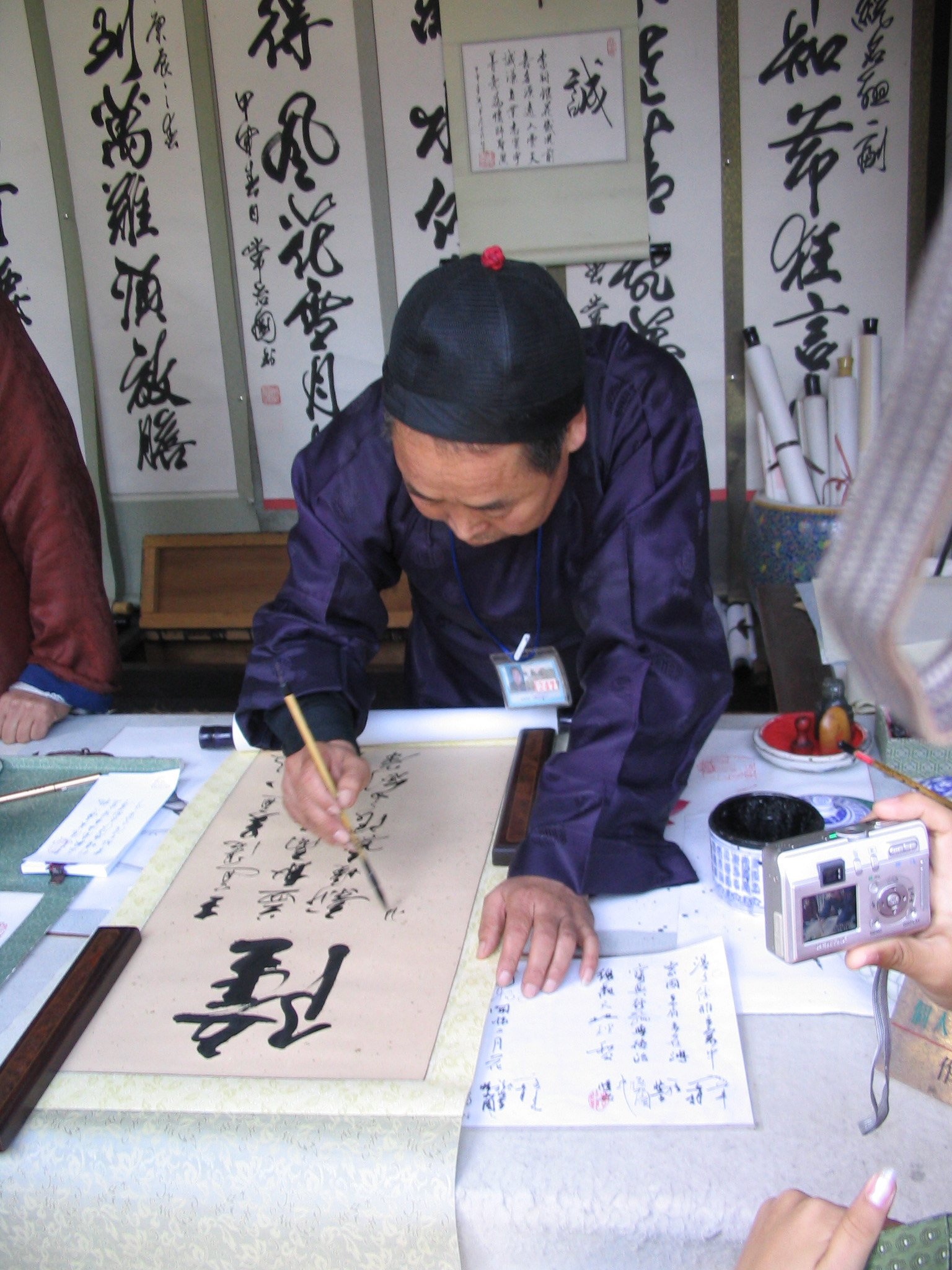
Kínai kalligráfus művész

Az ecset (maobi (maobi) 毛筆/毛笔) feltalálását a kínai hagyomány az első kínai császár egyik tábornokának, bizonyos Meng Tien (Meng Tian)nek 蒙恬 (? – i. e. 220) tulajdonítja, bár régészeti leletekkel bizonyítható, hogy jóval korábban is létezett az ecset vagy ecsethez hasonló eszköz. A kínai ecset egy bambuszcsőbe közvetlenül vagy csontgyűrűvel rögzített szőrpamat. A felhasznált szőr lehetett nyúl-, menyét- vagy farkasszőr is. Jellegzetessége, hogy az európai festőecseteknél puhább, és megnedvesítve tűhegyesre áll össze a hegye. Ez teszi lehetővé, hogy a hajszálvékony vonás egyetlen mozdulattal vaskossá szélesedjen. Az ecsethasználat így tudja oldani a pecsétírás merevségét és lágyítani annak szögletes, geometrikus formáit. Továbbá ennek köszönhetően jöhettek létre a különböző kalligráfiai irányzatok is, melyeknek korai változatai már az i. e. 2–1. században kialakultak.
- Tus

A kínai ecsetírás legfontosabb színe a fekete, festéke pedig a tus (mo 墨). A legkorábbi időkben tus helyett különféle ásványi és növényi festékeket használtak. A kínai tus eredete, akárcsak az ecseté, homályba vész. A kínai tust többnyire fenyőfakoromból vagy olajlámpás kormából készítik, melyhez enyvet és esetenként illatosítószereket adagolnak. Az így kapott masszát faformákban különféle alakú rudacskákká, táblácskákká préselik, melynek felületét dombornyomással vagy írással díszíthetik. A művészi kidolgozás miatt a tusrudak gyűjtésének szokása is elterjedt kedvteléssé vált. A szilárd tust vízzel lehet feloldani, de sajátossága az, hogy a víz csak egyszer oldja, így a leírt szöveget sem mosással, sem törléssel nem lehet javítani. A kínai hagyományos könyvnyomtatás során is tusféle festéket használtak.
- Dörzskő

A szilárd tus feloldására szolgál a tusdörzsölő-kő, vagy dörzskő (jen (yan) 硯/砚) amely kerek vagy téglalap alakú, finom szemcséjű kőből készült lap, felületén homorú mélyedéssel. A mélyedésbe töltött vízbe mártották a tusrudat, és addig dörzsölték azt a kövön, amíg el nem készült az ideális oldat, amelybe aztán az ecsetet mártották.
- Papír

Sok egyéb más anyag mellett a papír (cse (zhi) 紙/纸) számít a kínai írás legfőbb hordozójának. Leginkább növényekből vagy esetenként más anyagokból, különféle eljárásokkal felszabadított cellulózszálakból készült lap. A papírkészítéséhez számos növényt felhasználhatnak, melyek közül a hosszú és nagyon vékony, fehér színű cellulózt adókat részesítik előnyben. Nálunk általánosan csak „rizspapír” néven emlegetik a távol-keleti papírokat. Ha nem is nagy mennyiségben, de a kínai papír alapanyagához csakugyan felhasználják a rizsszalmát. A jobb minőségű papírokat részben bambuszrostból, részben egyes fák háncsrostjaiból nyerik. Az egyik ilyen növény például a papíreperfa (Broussonetia papyrifera; ku (gu) 榖).
A leghíresebb kínai papír a hszüan-cse (xuanzhi) 宣紙/宣纸, vagyis hszüan (xuan)-papír, melyet hagyományosan az Anhuj (Anhui) tartománybeli Hszüancseng (Xuancheng)ben 宣城 állítanak elő. Ez a kínai merítéses technikával előállított egyik legfinomabb papír. Nagyon vékony rostokból áll, egyenletes szálelosztású. Bár elkészítésének pontos részletei nem titkosak, de nem hozzák nyilvánosságra. Alapanyaga a szárnyas ostorfának nevezett fa (Pteroceltis tatarinowii), a szilfafélék (Ulmaceae) családjának tagja.
- Pecsétnyomók

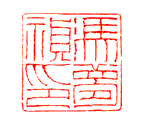
Jang (Yang)-jellegű névpecsét

Jin (Yin)-jellegű névpecsét

Szigorúan véve a pecsétnyomó (jin (yin) 印) nem tartozik a négy kincs csoportjába, mégis elengedhetetlen kelléke a kínai kalligráfiának és festészetnek. Kínában szokás volt, hogy a képre vagy kalligráfiára, amely a gyűjtő tulajdonába került, az a saját pecsétjét vagy a gyűjteményének a pecsétjét rányomta. Ha ezután a mű új tulajdonoshoz került, megint és megint újabb pecsétek kerültek rá. A sok pecsétlenyomat végül szinte minden szabad helyet befedett a papíron. A pecsét felirataihoz szinte kizárólag a pecsétírás stílusában használják a kínai írásjegyeket, és ezt tekintik autentikusnak.
A kínai pecsét alapanyagai leggyakrabban különböző kövek, néha nemesfém, esetleg elefántcsont. Alakja általában szögletes tömb, amit vagy külön díszítés nélkül, vagy díszes szoborrá alakítva használnak. A kövek alapanyaga leggyakrabban valamilyen puha, könnyen véshető ásvány, ilyen a szerpentinit, vagy ennél ritkábban a jáde, aminek az ára is sokkal magasabb.
A kínai pecsétnyomat színe mindig vörös, méghozzá cinóbervörös, ami a pecsét hagyományos festékének az összetételéből adódik. Az első és legfontosabb összetevő maga a finom porrá őrölt cinóber, ami egy higanytartalmú ásvány. A nagyon finomra őrölt cinóberből és valamilyen tartós növényi olajból, leggyakrabban ricinusolajból sűrű krémszerű masszát kevernek, ez a tulajdonképpeni festék. Ehhez még néha porrá tört taplót adnak, hogy az egész keverék jól tapadjon, majd apró porcelántálkába töltik, amely ezután pecsétpárnaként funkcionál.
A kínai pecsétlenyomatoknak két fajtája létezik: jin (yin), azaz nőies karakterű, és jang (yang), azaz férfias karakterű pecsét. Ha a felirat karakterei piros alapon fehérek, akkor az a jin (yin)-jellegű, ellenkező esetben jang (yang)-jellegű.

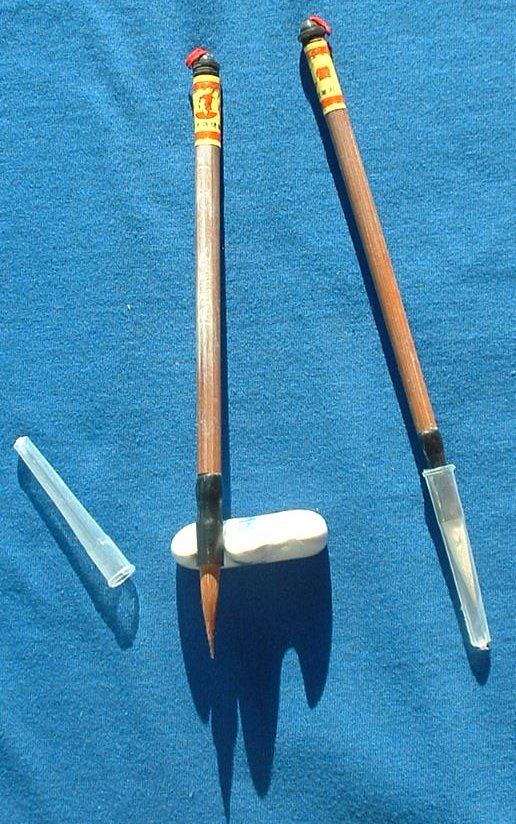
Ecset (maobi (maobi) 毛筆/毛笔)
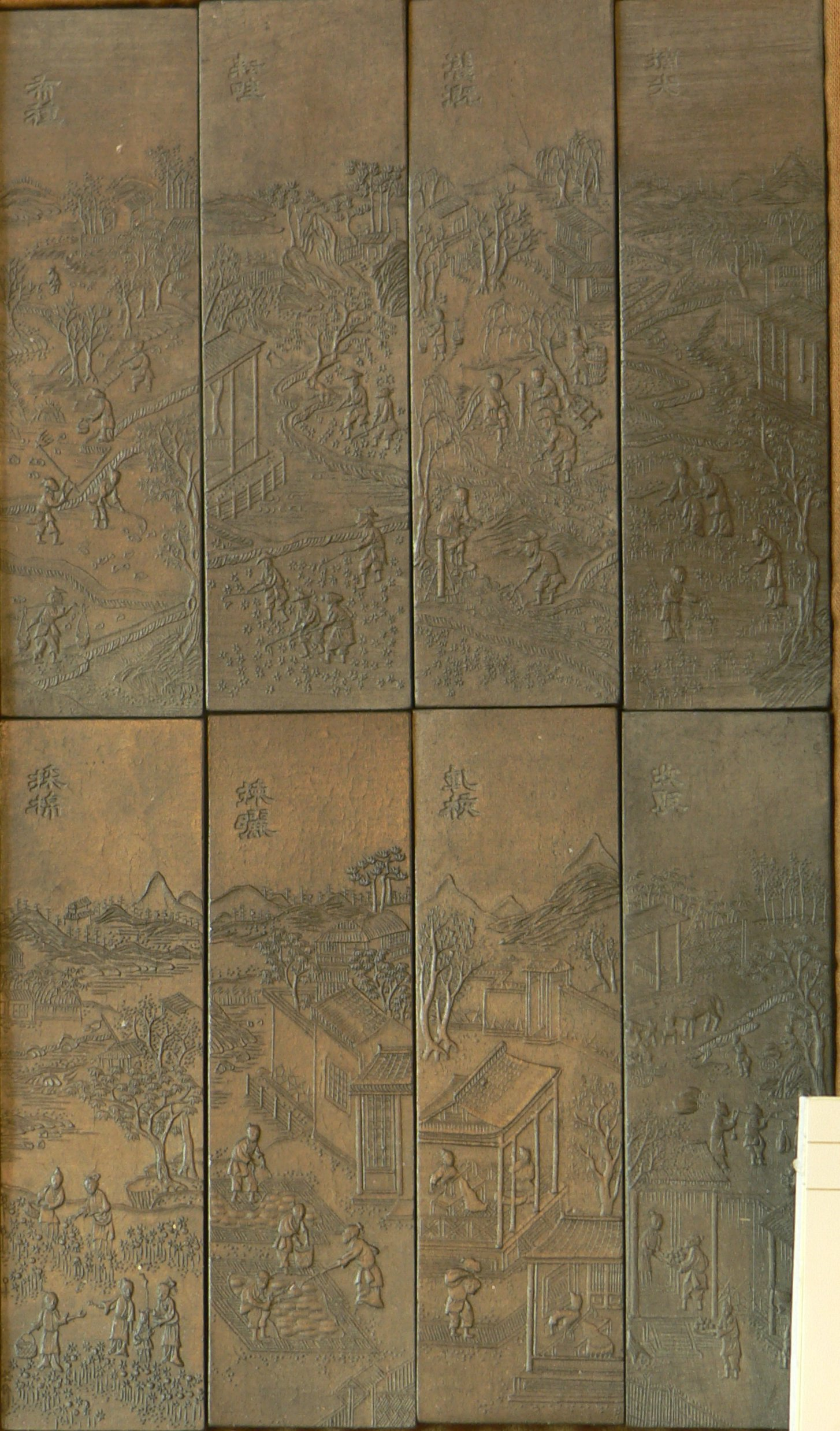
Tusrúd (mo 墨)
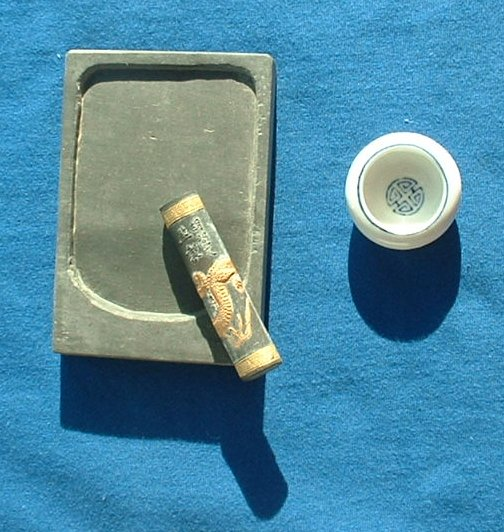
Dörzskő (jen (yan) 硯/砚)
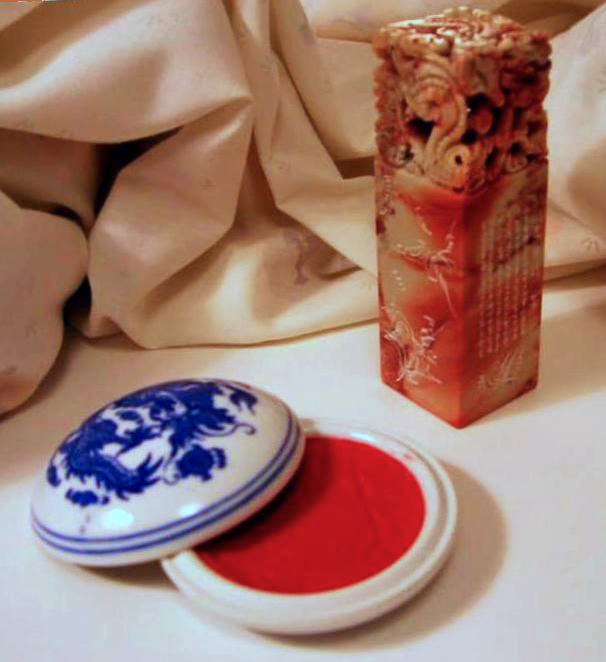
Pecsétnyomó (jin (yin) 印)

## Kalligráfia

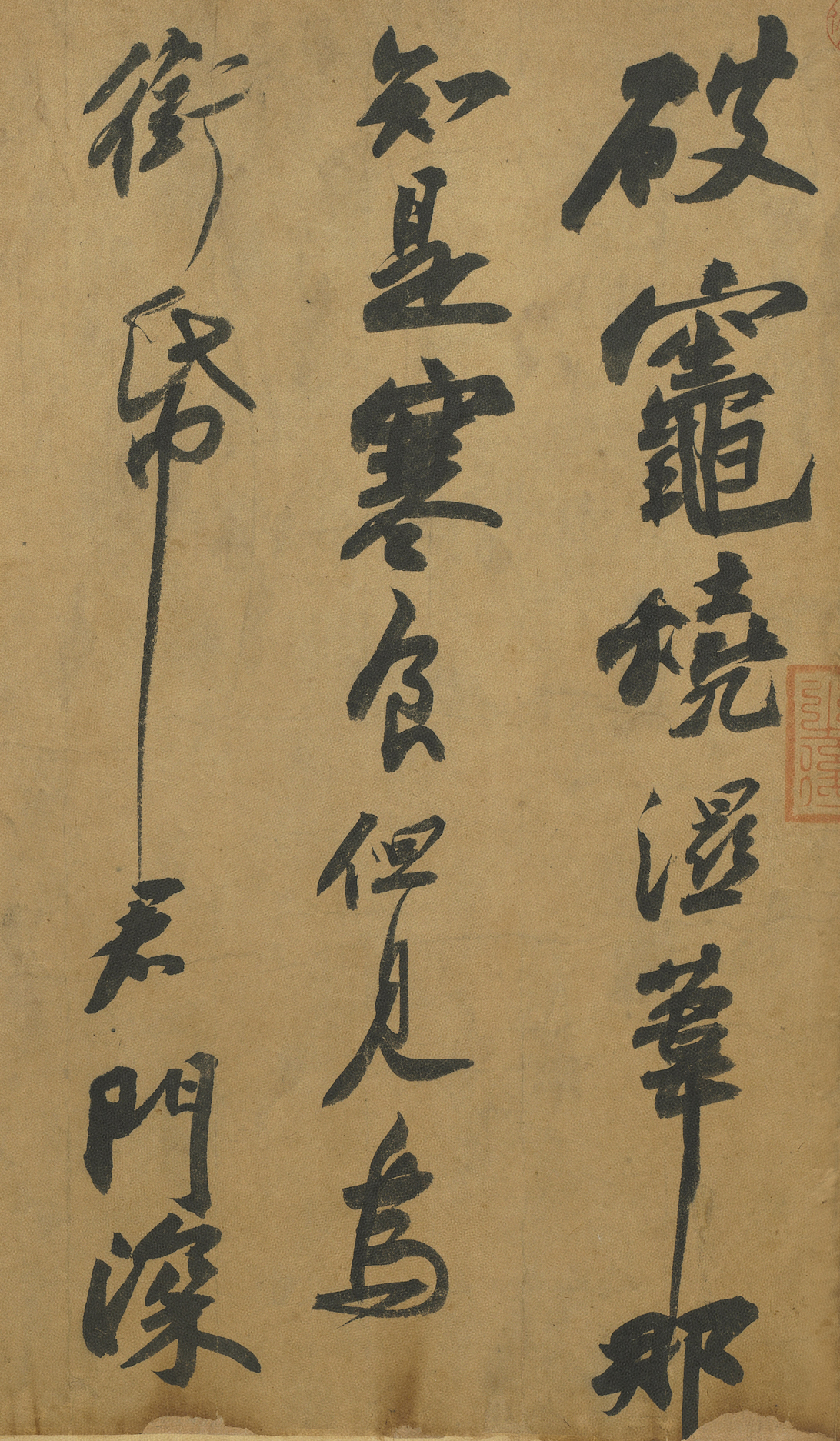
Szu Si (Su Shi) 蘇軾 egyik híres, jelenleg Tajvanon őrzött kalligráfiája a 11. századból

A kínai kalligráfiát (su-fa (shufa) 書法/), vagyis az írás művészetét ugyanolyan elismert és nagy megbecsülésnek örvendő hagyományos művészeti formának tekintik Kínában, mint például a festészetet, a költészet, a zenét stb. A kínai kalligráfia nem képzelhető el az írás nélkül, hiszen az írásjegyek, szövegek művészi megformálásával az írást szervesen felhasználó alkotófolyamat, illetve az ennek eredményeképpen létrejövő műalkotás. A kalligráfiára is érvényesek az írás, az írásjegyek megformálásának, kialakításának alapvető szabályai, de igazán művészi szinten a kalligráfia esztétikáját éppen ezektől a szabályoktól való, ám egyéni rendszerben értelmezhető eltérések adják. Miklós Pál szavaival: „A vonal remegései, az egyensúly apró megbillenései, a modorosságként is számon tartott apró szabálytalanságok, a közöstől, általános elfogadottól való eltérések hordozzák az egyéniséget.” A kínai kalligráfia nagy előszeretettel alkalmazza az aszimmetrikus egyensúlyt, akár egy-egy írásjegy megrajzolásánál, akár az egész kompozícióban.

### A kalligráfiai műfajai
A kínai kalligráfia leggyakrabban alkalmazott művészként jelenik meg, amikor is az írástudók körében vagy a hivatalos életben használt iratok díszesebb kivitelezése a cél. A kalligráfia megjelenhet mind a mai napig az okmányokon, hivatalos iratokon, díszfeliratokon, magán- és közintézményeken, cégérek, hirdetések és reklámok szövegében. A régi időkben a kalligráfia gyakori eszköze volt a kőbe vésett emlékfeliratoknak is. A kalligráfia önálló műfaja az ünnepi felirat, melyet tekercskép formájában függesztenek a falra, olykor párosával.

## A nyomtatás

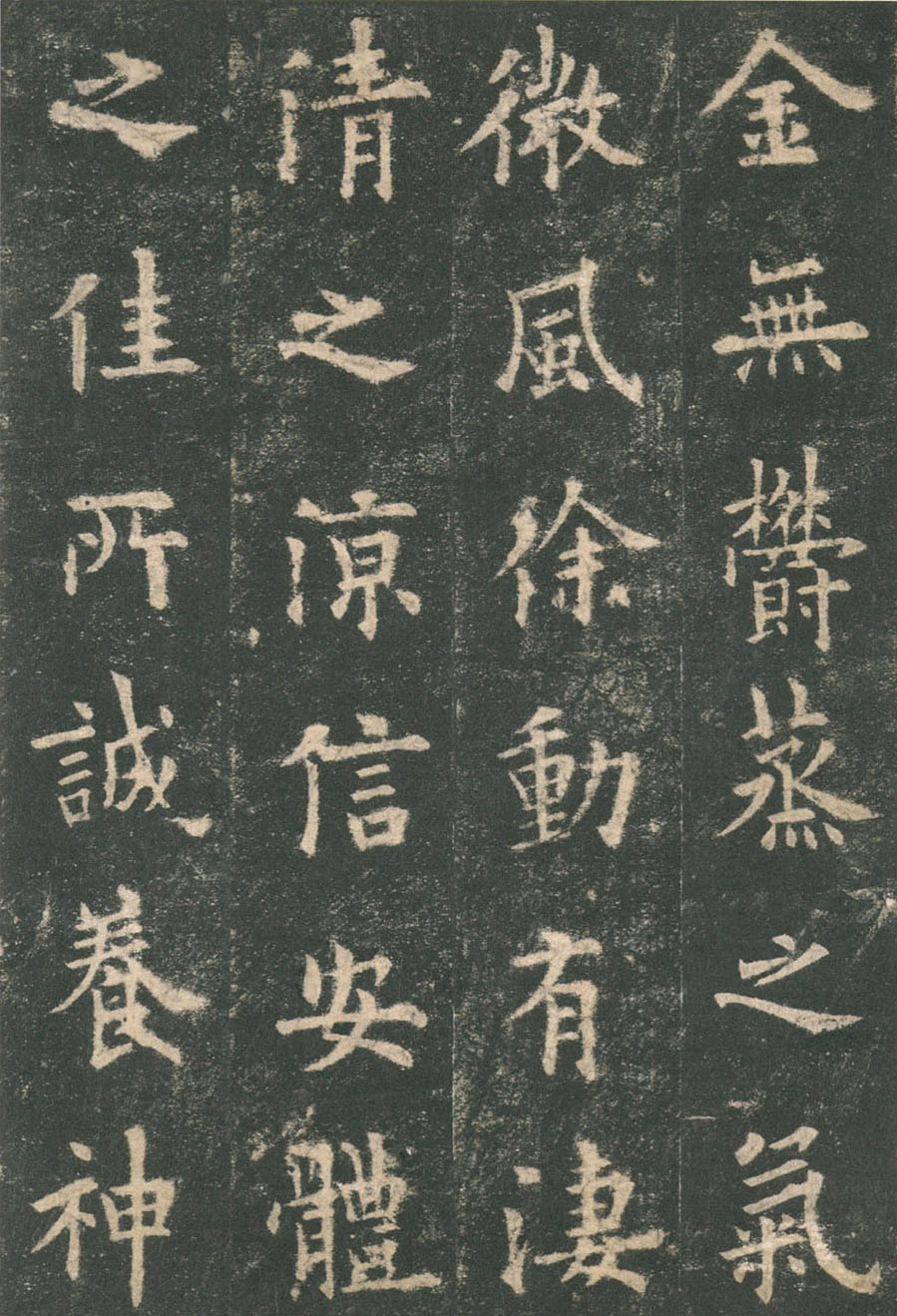
Feliratos kősztéléről készült pacskolat

### Előzmények
Kínában a 9. századig a könyv egyetlen sokszorosítási módja a kézzel történő másolás volt. Ez a fáradságos, egy-egy terjedelmesebb mű esetében akár több évig is eltartó hosszadalmas művelet túlságosan is lassú módja volt a könyv szélesebb körű elterjedésének. Kínában a nyomtatás némi hátszéllel indult, hiszen a nyomtatás technikájának elmélete más formában már korábban is létezett.
 Ilyen előzménynek tekinthető a kőfeliratok kapcsán már emlegetett pacskolatkészítés (ming 銘). A másolásnak ez a változata röviden összefoglalva abból állt, hogy a bronzok, vagy a kőbe vésett feliratok papírra történő dörzsöléses átpauzálása után a papíron fekete alapon fehér írásjegyek jelentek meg.
Egy másik előzménynek a már ismertetett pecsétnyomó és annak használata tekinthető. Az azonosítást, hitelesítést szolgáló pecséthasználat, pecsétkészítés hagyománya Kína messzi múltjában, a Sang (Shang)-dinasztia korában gyökerezik. A történelem minden korszakában azzal a céllal használták, hogy a tulajdonos e tárgyacska segítségével igazolni, hitelesíteni tudja a tulajdonát képező tárgyakat vagy az általa készített termékeket, alkotásokat. Ezért éppúgy megtaláljuk a pecséteket a régi bronzedényeken, bronzfegyvereken, porcelánedényeken, mint a későbbi kéziratokon, festményeken.

### A fanyomódúcos nyomtatás

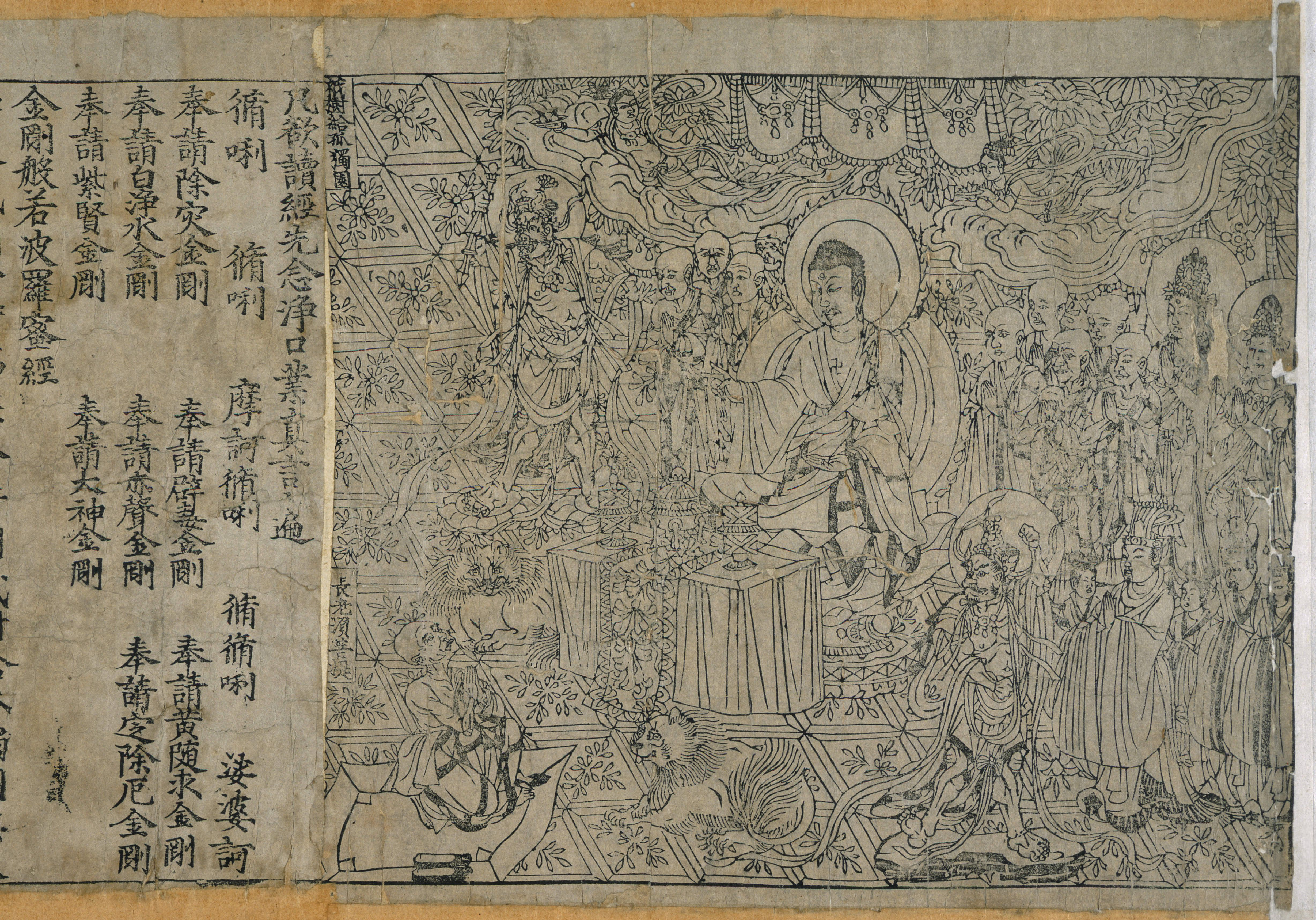
A ma ismert legrégebbi nyomtatott könyv, a Gyémánt szútra egy lapja

A könyvek igazán nagyszámú másolatkészítését elősegítő sokszorosítási technika első lépésének a fatáblás vagy fanyomódúcos nyomtatás (tiao-pan jin-sua (tiaoban yinshua) 雕板印刷) megjelenése számít. A szakemberek körében ma általánosan elfogadott az a nézet, hogy a fatáblákkal történő nyomtatás technikája valamikor a Tang-dinasztia idején (618–907) fejlődött ki. Azt viszont, hogy a Tang-dinasztia majd 300 évének melyik korszakában jelent meg, már nehezebb meghatározni. A ma ismert legrégebbi nyomtatott könyv a 868-ból származó Gyémánt szútra.
A nyomtatáshoz használt szögletes fadúc (pan (ban) 板) legtöbbször körtefából, jujubafából, katalpafából készült, de olykor használhattak alma- vagy barackfát is. Általában 50–60 centiméter hosszúságban készítették. A dúcról nyomtatott nyomtatványok technikája igen egyszerű volt: az írásjegyeket tükörképszerűen közvetlenül magára a fadúcra is véshették, vagy a tussal és ecsettel vékony papírra írt szöveget írott oldalával lefelé fordítva az előkészített fadúcra ragasztották. A metsző ezután e sablon segítségével különleges metszőkéseivel látott neki a metszésnek az áttetsző vonalakat követve. A Szung (Song)-kori nyomtatványok jellegzetessége, hogy viszonylag kövér, de lendületes vonalakból álló írásjegyeket használtak, melyeket nagy gonddal helyeztek el egymástól egyenlő távolságra, arányosan. Feltüntették a lapokon található karakterek számát, a fejezet címét, sorszámát és a vésnök nevét, de olykor még a teljes mű írásjegyeinek mennyiségét is. A szöveget mind a négy oldalon „kettős margó” határolta. A Déli Szung (Song)-dinasztia idején (1127–1279) fokozatosan új stílus kezdett kialakulni, amely kiszorítani látszott a korábbit. A karakterek még tetszetősebbek lettek, és még közelebb kerültek egymáshoz. Az írásjegyek kisebbek lettek ugyan, de így több fért el egy sorba és egy oldalra.

### A mozgatható nyomóelemes nyomtatás

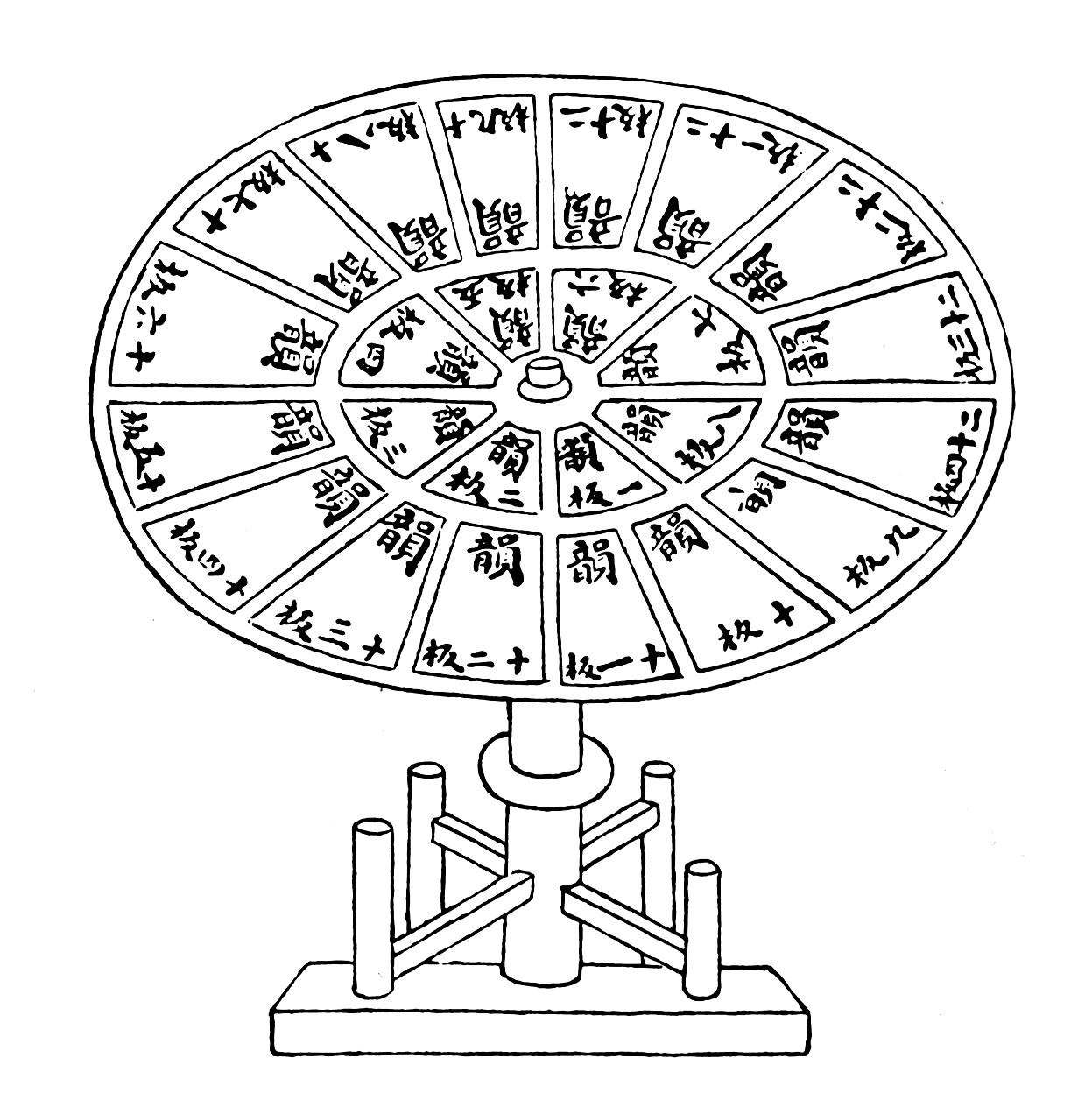
A Vang Csen (Wang Zhen) készítette szedőasztal rajza

Egy feljegyzés szerint Qingli 慶曆/庆历 uralkodásának idején (1041–1049) egy Pi Seng (Bi Sheng) 畢昇/毕升 nevű nyomdász fejlesztette ki a mozgatható nyomóelemes könyvnyomtatást (huo-ce jin-sua ( 活字印刷, huozi yinshua)), azonban technikáját halála után nem folytatták. A mozgatható nyomóelemes nyomtatás újabb lendületet majd csak a Jüan (Yuan)-dinasztia idején kapott. Egy másik nyomdász, bizonyos Vang Csen (Wang Zhen) 王禎/王祯 (1290–1333 körül működött) nyomóelemeit fából készítette. A négyszögletes hasábokat aztán bambuszcsík által kijelölt sorokba rendezte el a klisélapon, az üres helyeket pedig bambuszszálka-ékkel töltötte ki, hogy a nyomóelemek a nyomtatás közben el ne mozduljanak. Az igazi találmányának az 1312–13-ban kidolgozott forgatható szedőasztal (jin-sua ce-ban (yinshua ziban) 印刷字盤) számított, amely megkönnyítette és felgyorsította a leggyakrabban használt karakterek rendezését és kiválasztását. A csupán pár tucat betűből és jelből álló alfabetikus írással szemben az ideografikus írás használata esetén több ezer írásjeggyel kell számolni, amely a kínai esetén 5–7 ezer is lehet. Vang Csen (Wang Zhen) szedőasztalának a könnyű fából készült, kör alakú lapja 7 kínai láb (kb. 2 m) átmérőjű volt, amely egy 3 láb (kb. 1 m) magas talpazaton forgott.
A mozgatható nyomóelemes nyomtatás tökéletesítésének következő állomása a Ming-dinasztia középső szakaszára esik. Ekkor próbálkoztak azzal is, hogy például ónból készítsenek nyomóelemeket, de az ón nem tartotta jól a nyomdafestéket, és hamar el is kopott. A nyomóelemek akár fából, akár fémből készültek, vagy rudakkal tartották a helyükön, amelyeket keresztüldugtak rajtuk, vagy betétekkel, ékekkel, amelyeket közéjük szorítottak. Sem a metszés, sem az öntés nem volt olyan pontos, hogy lehetővé tette volna a rögzített szedést.
A Csing (Qing)-dinasztia idején még mindig fel-felbukkan a bronz-nyomóelemes nyomtatás. 1774-ben már ismét a sokkal kedveltebb fa nyomóelemes nyomtatással készítették a Jung-lo (Yongle) enciklopédiát (Jung-lo ta tien (Yongle dadian) 永樂大典/永乐大典). Az akkor a „könyvek könyvének” számító hatalmas mű kiadását Hszie Csin (Xie Jin) 解縉/解缙 (1369–1415) irányította, felügyelte. Hszie Csin (Xie Jin) nevéhez a mozgatható nyomóelemes nyomtatás terén végzett fejlesztések is fűződnek, valamint Vang Csen (Wang Zhen) találmányának, a forgatható szedőasztalnak dobozokból álló szedőszekrénnyé alakítása, amely szintén a rímszótár felosztását követte.
Az évszázados kísérletek, tökéletesítések ellenére a kínai nyomdászatban a 19. század végéig a fa nyomóelemekkel történő nyomtatás volt az uralkodó.

## Az írás hordozóanyagai

### Az írás bambuszon és fán

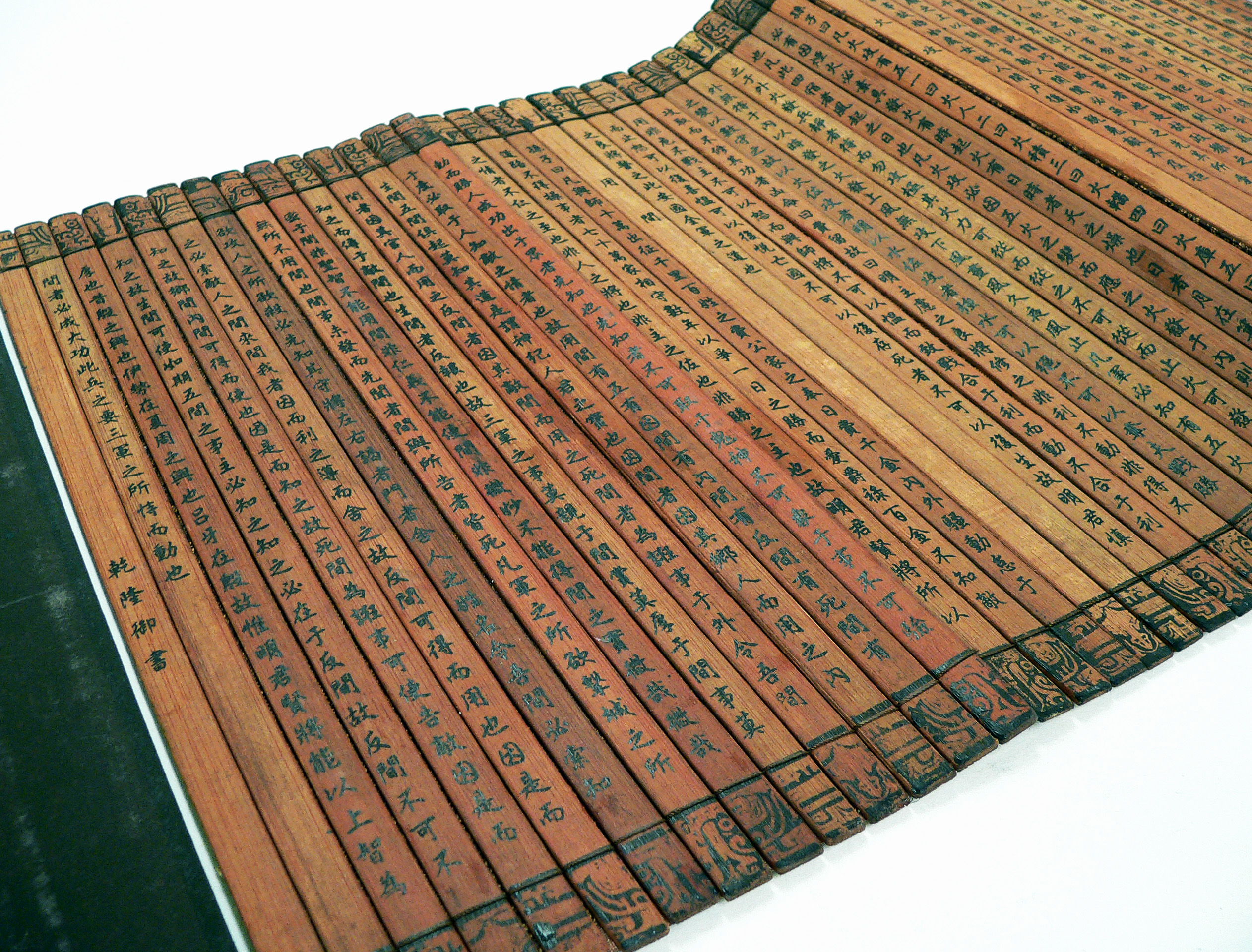
A háború művészete (Szun-ce ping-fa (Sunzi bingfa) 孫子兵法) bambuszcsíkokra írt és kötetté formált változata (modern rekonstrukció)

A kínai írás első emlékei teknőspáncélon és csontokon maradtak fenn. Igen ősi emlékeknek számítanak a bronz- és kőfeliratok is. Azonban amikor az írásokat már „könyvekké” rendezték, az elsődleges alapanyagnak a bambuszcsíkok és fatáblák számítottak. A bambuszból hasított csíkok neve csien (jian) 簡/简, és az ilyen csíkokból összeállított könyvet csien-cö (jiance)nek 簡册/简册 nevezik. A vékonyra fűrészelt falapok, táblák neve pan (ban) 板, az ezekből összeállított könyvet pan-tu (bandu)nak 板牍 hívják.
A bambuszcsíkokra és falemezekre az írásjegyeket ecsetet használva tussal írták. A rontott írásjegyeket kaparókéssel távolították el. A bambuszcsíkok hossza hellyel-közzel egységesítve volt, mindegyik korszaknak megvolt a maga mértéke. A Tavasz és ősz korszakban, valamint a Hadakozó fejedelemségek korában a leghosszabbak méretét 2 láb és 4 hüvelykben, a legrövidebbekét pedig 8 hüvelykben jelölték meg. A Han-dinasztia idején a normát a hosszabbakra 2 lábban (kb. 55 cm), a rövidebbekre pedig 5 hüvelykben (kb. 14 cm) szabták meg. A nagyobb klasszikus munkákat, életrajzokat és esszéket mindig a hosszabb bambuszcsíkokra írták. Egy-egy csíkon az írásjegyek száma változó volt, találni olyat, amelyik csak nyolcat tartalmaz, de az olyan sem ritka, amelyen harmincnál több van. Az átlag azonban a 22–25 írásjeggyel ellátott csík.
A bambuszcsíkokból összeállított csien-cö (jiance)-típusú könyv úgy nyerte el végleges formáját, hogy a csíkokat az alsó és a felső végükön zsinórokkal egymáshoz erősítették, majd a lapokat balról jobbra felcsavarták, és a zsinórok szabadon hagyott végével szorosan átkötötték. Olykor selyemszalaggal vagy bőrszíjjal fogták át. Az első két, úgynevezett „fő-csíkokra” nem írtak. Bár olykor, leginkább ha egy mű nem csak egy, hanem több bambuszcsík-kötetből, azaz fejezetből állt, az első, a borító csík revers oldalára írhatták a fejezet címét, a másodikra pedig a teljes könyv címét. Tehát a könyv tulajdonképpeni főcíme csak a fejezetcím alatt található. Olykor a szöveget kezdő csík tetején a szerző neve is olvasható. A feltekeréskor a legutolsó csík egyfajta tengelyként szolgált. Egy-egy ilyen bambuszcsík köteget neveztek aztán pien (pian)nek 篇 vagy cö (ce)nek 册, amit nyugodtan kötetnek fordíthatunk.

### Selyemkönyvek

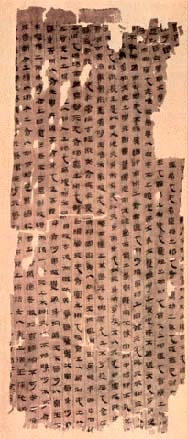
Selyemre írt taoista szöveg a híres mavangtui (mawangdui) (馬王堆) leletegyüttesből

A Tavasz és ősz korszakban valamint a Hadakozó fejedelemségek korában a megismert alapanyagok mellett már kísérleteztek a selyemre írt munkák bevezetésével. A selyem készítményeket ekkoriban po (bo)nak 帛 vagy csien (jian)nek 簡/简 nevezték, a selyemből összeállított könyveket pedig po-su (boshu)nak 帛書/帛书 vagy csien-su (jianshu)nak 簡書/简书. A selyem puha és könnyű, össze lehet hajtogatni, de fel is lehet csavarni. Épp ezért sokkal könnyebb a szállítása és a tárolása, mint a bambuszcsík-könyveknek. A selyemre, akárcsak a bambuszra vagy fára szintén tussal és ecsettel írtak. Kínosan kellett azonban ügyelni az írásjegyek helyes rögzítésére, mert itt nem volt lehetőség az olyanfajta javításra, mint a bambuszcsíkokon. A rontott vagy csúnyán írt írásjegyeket általában bekarikázva vagy más módon, jól láthatóan jelölve óhatatlanul a szövegben hagyták, és folytatólagosan újraírták. A selyem az írás számára sokkal több lehetőséget kínált, mint a természete által kötött formájú és méretű bambuszcsíkok. Az íráshoz használt selyemíveknek nem volt szabványosított mérete. A könyv készítőjének vagy megrendelőjének szabad választásától függött, hogy mekkora selyemdarabot használt. Az íráshoz kezdetben feltehetően ugyanazt a selyemfajtát használták, mint amiből ruhát is készítettek. Később speciálisan erre a célra is készítettek selymet. A selyemkönyveket leginkább felcsavarva tárolták. Egy-egy ilyen tekercset csüan (juan)nak 卷 neveztek, ami tehát funkcióját tekintve megegyezik az egy-egy feltekert bambuszcsík-köteget jelentő pien (pian)nel 篇. Ekkor is és később is a csüan (juan) és a pien (pian) egyaránt jelentette a művek fejezeteit is. Az viszont, hogy a selyemkönyv létezésének idején sokkal kevesebbet emlegetik a könyv fejezeteit csüan (juan)ként, mint pien (pian)ként, arra enged következtetni, hogy a selyem igazán nem tudta kiszorítani a bambusz alapú könyveket.
A kínai selyemtekercset jelölő csüan (juan) 卷 a magyar nyelvbe vándorszóként került „könyv” szavunk egyik lehetséges legrégebbi forrása. A kínaiul régen k'üannak hangzó szó elkerült szerte a világba. Így például előzménye lehet a koreai kvon (권) „könyv”, az ujgur küin „könyvtekercs”, de az oszét kinugae 'könyv' és az örmény kuik „tábla, levél” szavaknak is. A magyarba a török vagy a szláv nyelvek közvetítésével kerülhetett.

### A papír felfedezése

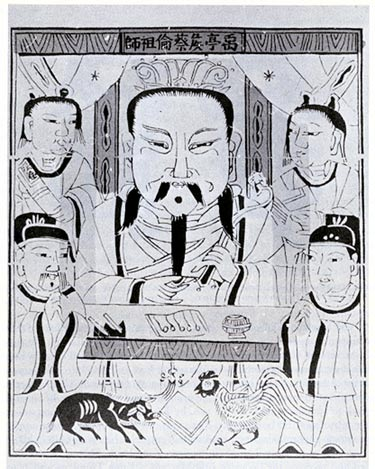
A papír feltalálójának tartott Caj Lun (Cai Lun) 蔡倫 portréja

A fa, a bambusz és a selyem egyike sem nyújtott kielégítő és végleges megoldást a könyv alapjául szolgáló ideális anyaggal szemben támasztott követelményeknek. A megoldást a papír feltalálása hozta. A papírt mai napig Kína négy legnagyobb, legjelentősebb találmánya között tartják számon. A papír a könyv anyagának ideális alapanyagául szolgált, remek tulajdonságai a modern, számítástechnika uralta korunkban is nélkülözhetetlenné teszik. Feltalálását a hagyomány Caj Lun (Cai Lun)nak 蔡倫 tulajdonítja. Caj Lun (Cai Lun) a Keleti Han-dinasztia idején a császári udvar egyik eunuchja volt, aki méltatlanul tragikus véget ért: miután találmányáért a császár magas ranggal tüntette ki, irigyei sorozatos intrikáitól megkeseredve önkezével vetett véget életének. Más források szerint azonban Caj Lun (Cai Lun) kortársa, Hszü Seng (Xu Sheng) 徐盛 az írásjegyeket elemző szótárában (Suo Ven csie ce (Shuo wen jie zi) 說文解字/说文解字), amelyet i. sz. 100-ban állított össze, tehát öt évvel korábban, mint ahogy Caj Lun (Cai Lun) előállt találmányával, a következőket írja: „Selyemhulladékot rakj vízbe és addig préseld, amíg sűrű masszává nem lesz. Ezután terítsd szét egy vékony gyékényen, s miután megszáradt, már kész is a lap. Ez a papír”.
A papír összes előnye ellenére csak több mint kétszáz éves lassú gyermekkor után fejlődött olyan tökéletessé, hogy a 3. századtól kezdve végleg kiszoríthatta a bambuszcsík-rendszerű könyveket. A papír tökéletesítése során sokféle anyaggal kísérleteztek: az eperfa, szantálfa kérgétől a kenderen át a régi rongyokig mindenből megpróbáltak papírt csinálni. Olykor több komponensű papírt is készítettek. A rotangpálmát a papírgyártáshoz a 3–4. században kezdték felhasználni.
A Tang-dinasztia idején még mindig a különböző faháncsokat és rostos növényeket használták a papírgyártás alapanyagaként. A Szung (Song)-dinasztia idején (960–1279) áttértek a bambusz használatára, és ez maradt az uralkodó a mongol Jüan (Yuan)- (1279–1368) és a Ming-dinasztia (1368–1644) idején is. Később attól függően, hogy milyen igények kielégítésére, milyen célra szánták, több komponensű alapanyagból készítették. Az addig ismert anyagok mellett felhasználták a szalmát is.

### Tekercskönyvek
Az írásra használt papír megjelenésekor, az i. sz. 2. században az az érdekes helyzet állt elő, hogy egymás mellett három-négy anyagot is használtak a könyv matériájaként. A papír csak a 4–5. században szorította ki véglegesen a fa, a bambusz és a selyem alapú könyveket. A papírkönyv legkorábbi változatában azt a jól bevált mintát követte, amelyet a bambuszcsíkokból összeállított csien-cö (jiance)-típustól átvett, a selyemtekercs csüan (juan)-formától örökített. A megírt papirost egy rúdra (csou (zhou) 軸/轴) felcsavarva tárolták. A könyv ezen típusát „tekercs-rúd” (csüan-csou (juanzhou) 卷軸/卷轴) fajtának nevezik. Sajnos mind a mai napig még töredékes formában sem került elő papírra írt könyvtekercs a papírkönyv legkorábbi évszázadaiból.

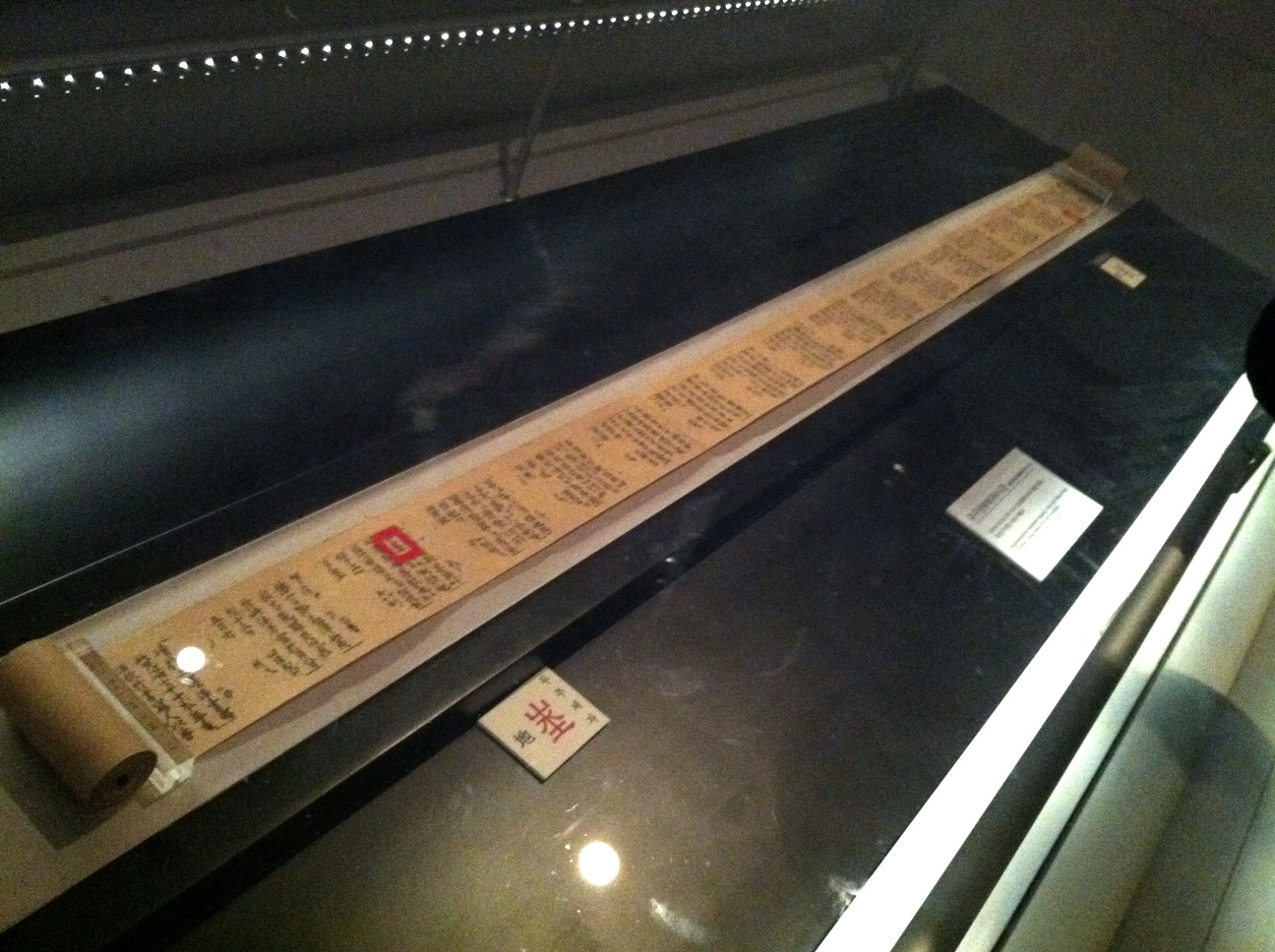
A Dharani szútra kínai nyelvű fordításának tekercsformátumú változata. (A Koreai Nemzeti Múzeum gyűjteményéből)

A könyvet alkotó papírtekercsek hossza az írásmű terjedelmétől függően különböző lehetett. Szélességük azonban általában egy láb körül van. Az íráshoz előkészített papíron grafittal mindig behúzták az úgynevezett „határvonalat”, amely arra szolgált, hogy az üres papiroson kijelölje az írásra felhasználható területet, és elkülönítse a függőleges sorokat, hasábokat. A „határvonal” alsó és felső részét „széleknek” nevezték. Az írás során – a hajdani bambuszcsík-rendszerű és selyemtekercs könyvek emlékeként – az első két sort üresen hagyták. Csak a következő sorokban jelölték a mű címét, szerzőjét vagy a fejezet címét és számát. Ha a mű több tekercsre íródott, elengedhetetlen volt, hogy a tekercs sorszámát is jelöljék. A tekercsek némelyikének nagy figyelmet és biztos kezet kívánó másolása olykor több hónapig, vagy akár egy évig is eltarthatott. Hagyományosan úgy tartották, hogy egy sorba 17 írásjegyet lehet írni, ennek ellenére nem ritka az olyan tekercs sem, amelynek soraiban 20–24 írásjegy is szerepel. Némelyik műnek a főszövegéhez fűzött kommentárt apróbb írásjegyekkel két sorba rendezve a főszöveg közé ékelték. Ez a nyomtatás feltalálásakor általános gyakorlattá vált, de még sok esetben a szöveg nehéz olvasásához vagy félreolvasásához vezetett és vezet ma is.
Azért, hogy a könyv papíranyagát megvédjék a sérülésektől, néha selyemre vagy díszesebb papírra is felkasírozhatták. A fölcsavart tekercset zsinórral kötötték össze, amelyet a kasírselyem, -papír szélének közepére varrtak, erősítettek. A régiek nagy figyelmet szenteltek ennek a számunkra jelentéktelen apróságnak tűnő zsinórnak. Olykor meglepően nagy összeget is hajlandók voltak fizetni egy-egy remekbe sikerült, több színből álló vagy különleges fonású tekercskötő zsinórért. Ezeket a zsinórokat nemcsak a tekercskönyvek, hanem a máig hasonló rendszert követő tekercsképek átkötésére is használták, használják ma is. A könyvtekercseket a biztos védelmet elősegítendően vászonborítóba göngyölték. Ez a borítóvászon, amelyet a „könyv ruhájának” (su-ji (shuyi) 書衣/书衣) is neveztek, hasznos szolgálatot tett olyankor is, ha a mű több tekercsből állt. Ilyen esetekben ugyanis, hogy az összetartozó tekercsek nehogy elkeveredjenek egymástól, általában öt vagy tíz tekercsből álló mű teljes sorozatát egy közös vászonba bugyolálták. A könyvtekercseket polcokon, egymásra helyezve tárolták. Elég hosszadalmas munkának számított a tekercsek kiszabadítása, kicsavarása. Ezért, hogy a számos tekercs közül az éppen keresettet könnyen megtalálják, mindegyiket egy, a rúd végére erősített azonosító táblácskával látták el. Ez a táblácska legtöbbször fából készült, de az igazán értékes tekercsekhez elefántcsontból faragták. Az azonosító táblácska tartalmazta a tekerccsel kapcsolatos valamennyi rövid információt (könyvcím, tekercs száma stb.), amely a gyors kiválasztást megkönnyíthette.

### A lapok megjelenése
A kézzel másolt kínai könyv aranykorának idején, a Szuj (Sui)- és a Tang-dinasztia uralkodása alatt, mint azt láthattuk, jó minőségű könyveket állítottak elő magas színvonalon, melyeket praktikus, olykor díszes kivitelű borítással láttak el. A 9. század közepén, amikor még mindig a rúdra csavart tekercsváltozat volt az uralkodó könyvforma, megjelentek a lapok (je (ye) 页/頁) és a lapokból összeállított könyv. A tekercsek olykor több tíz méter hosszúak is lehettek, s ez igen megnehezítette a könyv föl- és lecsavarását. Az is előfordulhatott, hogy a mű tanulmányozása, böngészése megkívánta a tekercs teljes lecsavarását, hogy a szöveg teljes egészében áttekinthetővé legyen. A feladat esetenként nehézségekbe ütközött és nem kis kényelmetlenséget okozhatott. A Hadakozó fejedelemségek, a Csin (Qin)- és a Han-dinasztia idején ez még nem jelenthetett gondot, hiszen ekkoriban még csak kevés olyan monumentális munka született, mint amilyenek a Szuj (Sui)- és a Tang-dinasztia idején megjelentek, például szútrák, szótárak. Részükre nemcsak kényelmetlennek, de egyre inkább alkalmatlannak bizonyult a tekercsforma. E problémának az áthidalására tett kísérletezés során több leleményes, sokat ígérő átmeneti könyvtípus is megszületett. Az egyik változatot a könyv teljes papíranyagának – amelyet korábban a rúdra csavartak fel – téglalap alakúra, egyenlő részekre hajtogatott részeinek harmonikaszerűen egymásra hajtogatásával hozták létre. Alsó és felső borítólapjaként egy-egy erősebb és vastagabb papírlapot használtak, amelyeket olykor színesre festhettek vagy vászonnal boríthattak, hogy ezzel is védjék a sérülésektől. Ezt az új formát „szútrakötésnek” (csing-csö csuang (jingzhe zhuang) 經折裝/经折装) vagy „szanszkrit-kötésnek” (fan-csia csuang (fanjia zhuang) 梵夾裝/梵夹装) nevezték. Az új típusú „szútrakötésű” könyvek megkönnyítették a terjedelmes művek használatát. A bonyolult, nagy odafigyelést igénylő csavarással szemben megjelent az egyszerűbb, praktikusabb, máig használt lapozás technikája. A hosszabb, terjedelmes művekben keresgélve, a könyvet átlapozva sokkal könnyebben megtalálhatták a keresett részt.
A „szútrakötésű” könyvek egy továbbfejlesztett változatát úgy készítették, hogy a harmonikaszerűen összehajtogatott lapok közül az elsőt és az utolsót egy két lap szélességű kemény borítólapra ragasztották, majd akárcsak a ma használt könyveket, összehajtották, és a papírlapok vastagságában kiképezték a könyv bordáját. Ezt a típust „forgószél-kötésű” (hszüan-feng csuang (xuanfeng zhuang) 旋风装/旋風裝) könyvnek nevezik. Nevét onnan kapta, hogy a könyv lapjai oda-vissza olyan könnyedén, gyorsan átpörgethetők, mintha forgószél hajtaná.
A Szung (Song)-korban jelent meg az a változat is, amelyik a tekercsformától még alig különbözött, ezt az úgy nevezett „sárkánypikkely-kötés” (lung-lin csuang (longlin zhuang) 龙鳞装/龍鱗裝) vagy más néven, az előbb leírt típusra emlékeztető formája miatt „forgószél lapokból álló kötésnek” (hszüan-feng-je csüan-ce (xuanfengye juanzi) 旋风页卷子/旋風頁卷子), rövidebb nevén „forgószél lapoknak” (hszüan-feng-je (xuanfengye) 旋风页/旋風頁) is hívták.
A tekercs már lapokat tartalmazott, amelyek jobb oldalon voltak egymáshoz erősítve, ezek hossza balról jobbra egyre rövidebb volt. A lapok külön érdekessége, hogy a „szútrakötésű” és a „forgószél-kötésű” könyvekkel szemben a „sárkánypikkely-kötésű” tekercskönyvek lapjainak mindkét oldala nyomtatva illetve írva volt.

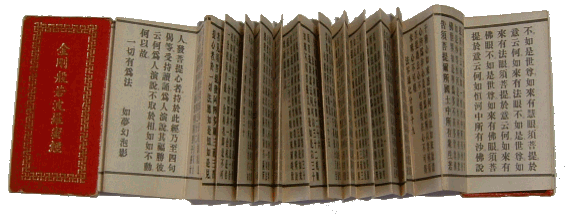
A Gyémánt szútra „szútrakötésű” kiadása (rekonstrukció)

### A kötetformájú könyvek megjelenése

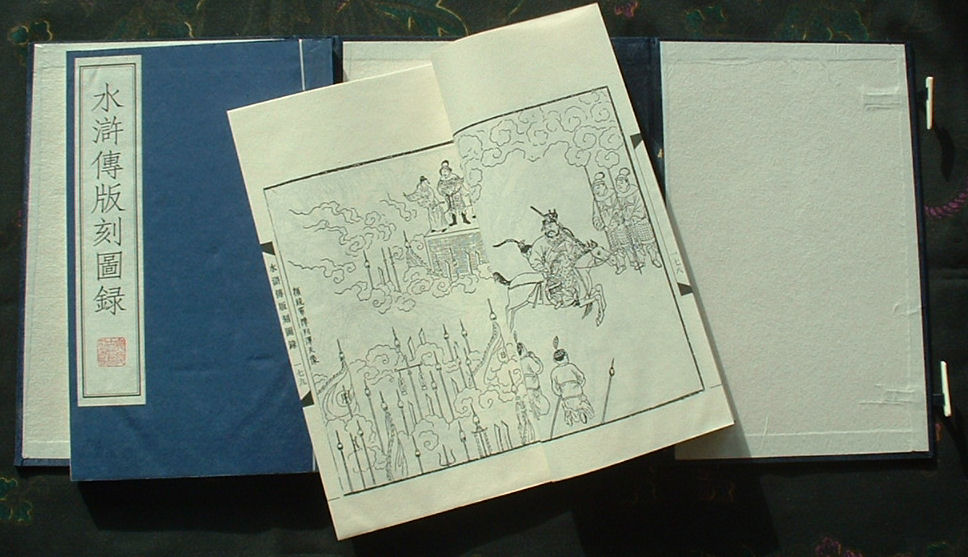
A népszerű Ming-kori regény, a Vízparti történet (Suj-hu csuan (Shuihu zhuan) 水滸傳/水浒传) cérnafűzéses kiadása.)

A 10. században bukkant fel először az a változat, amelyet már nem a papírtekercs harmonikaszerű összehajtogatásával hoztak létre, hanem külön nyomtatott lapokból. Ezt a változatot már összefoglaló néven su (shu)nak 書/书 nevezték, ahogy a könyvet ma is hívják. Minden lapra két könyvoldalt nyomattak, majd középen kettéhajtották. A lapnak mindig csak az egyik oldalára nyomtattak, a másikat üresen hagyták, hiszen az a behajtás után a lapok fonák oldala lett.
Ennek az új formának az első változatát „pillangókötésnek” (hu-tie csuang (hudie zhuang) 蝴蝶裝/蝴蝶装) nevezik. A közepükön, a „dúcszívnél” összehajtott lapokat az úgy nevezett „arc az archoz” módon illesztették össze, ami azt jelentette, hogy a könyv gerincét a lapok középen meghajtott élei alkotják. Az így összeillesztett lapok kötegét az első és a hátsó lapra ragasztott vastagabb papírborítóval látták el, a gerince pedig szabadon maradt. A borítókartont a díszesebb, értékesebb könyvek esetében vászonnal, selyemmel is bevonhatták. A „pillangókötésű” könyv már az Öt Dinasztia idején megjelent, de szélesebb körben a nyomtatott könyvek elterjedésével, a Szung (Song)-dinasztia idején terjedt el. A „pillangókötésű” könyveknek gyakorlati szempontból egyetlen, de óriási hátránya volt, mégpedig az, hogy két nyomtatott oldal után mindig két üres oldal következett. Ezt a fogyatékosságát küszöbölte ki a Szung (Song)-dinasztia vége felé megjelenő „fedett gerincű kötés” (pao-pej csuang (baobei zhuang) 包背裝/包背装), amely csak annyiban különbözött a „pillangókötéstől”, hogy a középen meghajtott lapokat nem a behajtott éleknél illesztették össze. Így a lapozható „könyv szájának” oldalára a lapok „dúcszív” része esett. Ezzel az egyszerű újítással módosított könyvet már a bosszantó megszakítások nélkül, folyamatosan lehetett olvasni, hiszen minden oldal tartalmazott szöveget. A nevét borításának módjáról kapta, amely abban különbözött a „pillangókötéstől”, hogy nem két külön borítólapot használtak, hanem egyetlen vastagabb papírral borították az íveket, amely így a könyv ragasztott gerincét is takarta.
Mindkét kötésfajtának közös hátránya, hogy a lapokat ragasztás tartotta. A „fedett gerincű kötés” a gerinc felőli széles margójának köszönhetően a ragasztáson kívül más kötésmódot is lehetővé tett. Így született meg a „cérnafűzéses kötés” (hszien csuang (xian zhuang) 綫裝/线装). A cérnafűzés lényege, hogy a „fedett gerincű kötéshez” összeállított lapokat a „könyvhát” részén, az él mentén 1–2 cm mélységben, általában négy helyen átlyukasztották, amelyeken át aztán erős cérnát vezettek, és egy jól kidolgozott sorrend szerint vezetve a szálat, szorosan összefűzték a lapokat. Az átlagosnál nagyobb könyvek esetében fúrhattak hat vagy akár nyolc lyukat is. A fűzés végeztével az oldalakat, a „könyv szájának” kivételével, egymáshoz igazítva egyenesre nyírták. Oly kiváló módszernek bizonyult ez, hogy a 20. század közepéig használatban maradt. Borításul a könyv első és hátsó lapjaként szintén kétrét hajtott vastagabb indigószínű lapok szolgáltak, amelyeket a lapokhoz fűztek. A borító bal felső sarkába egy szögletes hosszúkás címkét ragasztottak, amelyre a könyv címét írták. Akárcsak a modern könyvekben, ezekben is találni belső borítót, úgy nevezett szennycímlapot, majd tartalomjegyzéket és előszót is.

## A kínai írás Kínán kívül
A történelem során a kínai kultúra vitathatatlanul nagy hatást gyakorolt a környező országokra és népekre, különösen Japánra, Koreára és Vietnámra. Mindhárom ország kisebb változtatásokkal átvette a kínai államszervezés gyakorlatát, valamint a kínai „elit kultúra” több elemét, ezzel együtt a kínai nyelvet és írást is. E három országban sokáig a kínai írásrendszer volt az írásbeliség egyetlen eszköze, annak ellenére, hogy egyik nemzet nyelve sem áll rokonságban a kínaival. Amikor e népek találkoztak a kínai kultúrával, még nem rendelkeztek saját írásrendszerrel. Éppen ezért eleinte nem csak az írásjegyeket vették át, hanem az egész kínai írott nyelvet, s csak később kezdték el saját nyelvüket a kínai írásjegyek felhasználásával leírni, rögzíteni. Amíg a vietnámiaknak teljes mértékben sikerült felváltani a kínai írásjegyek használatát, s a koreaiak is igyekeznek erősen korlátozni azt, addig a japánok teljesen beépítették azokat írásrendszerükbe, s kultúrájuk részének tekintik.

### Japán

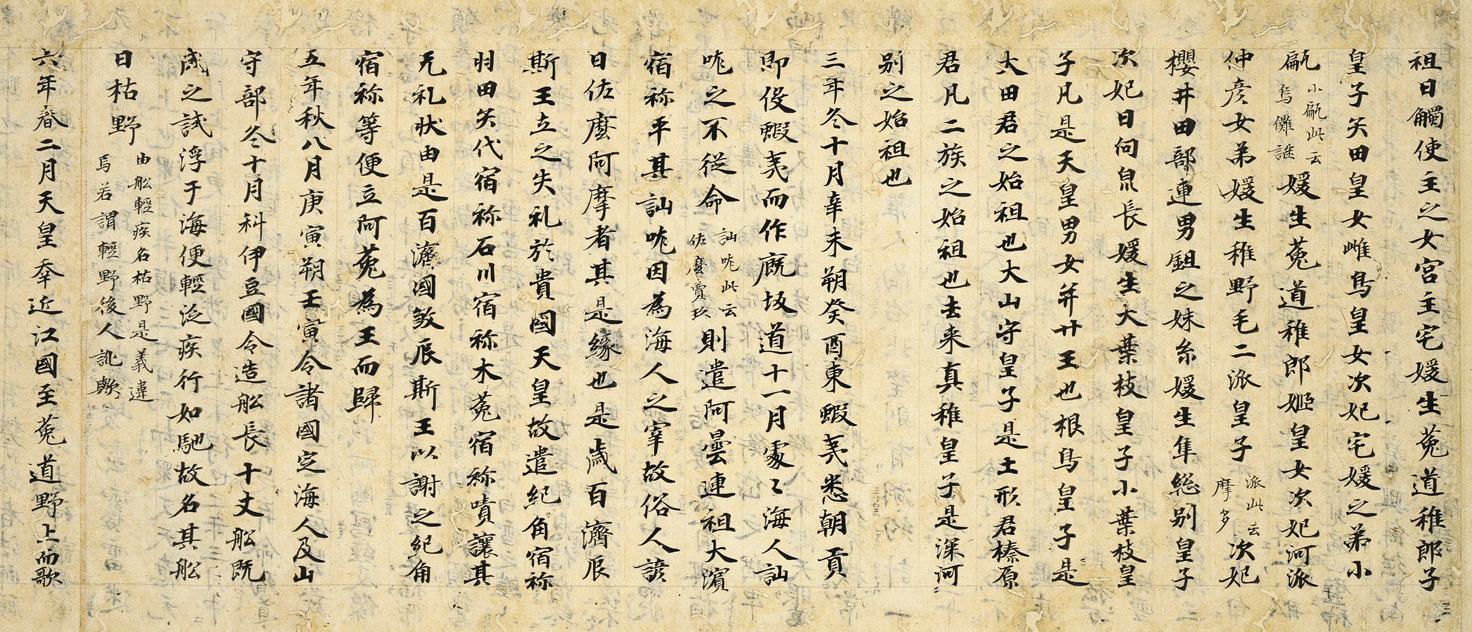
Japán híres történeti műve, a Nihon Soki (Nihon Shoki 日本書紀), melyet teljes egészében kínai írásjegyekkel írtak, és 720-ban fejeztek be

Jóllehet Japánt sohasem sikerült a kínaiaknak elfoglalni, megszállni, a kínai kultúra jelentős hatást gyakorolt a szigetország kultúrájára. Japánban az írásbeliség kizárólagos nyelve hosszú ideig a kínai volt. A kínai írás az 5–6. századtól kezdve több hullámban jutott el Japánba. Nagyjából a 9. század óta létezik a sajátos japán szótagírás, a kana, amelyet azóta vegyesen használnak a japánul kandzsinak (kanji 漢字) nevezett kínai írásjegyekkel. A kanának két fajtája létezik: a hiragana és a katakana. A hiraganát használják a kandzsival írt szavak toldalékainak jelzésére, valamint a kandzsival nem rendelkező japán szavak írására. A katakana pedig az idegen eredetű, jövevényszavak lejegyzésére szolgál. A kandzsik használatát nehezíti, hogy általában többféle olvasatuk is van.
A japán szavak körülbelül 50%-a kínai, 10%-a pedig más idegen nyelvi (leginkább angol) eredetű. A kandzsik azonban nem mindig egyeznek meg a kínai írásjegyek eredeti alakjával, ugyanis átvételük óta – akárcsak Kínában – Japánban is sok írásjegyet egyszerűsítettek, de nem azzal azonos módon, ahogyan azt Kínában tették.
Eltérő módon egyszerűsített kínai írásjegyek:
| Kínai hagyományos | Kínai egyszerűsített | Japán | Jelentés     |
| ----------------- | -------------------- | ----- | ------------ |
| 兔                | 兔                   | 兎    | nyúl         |
| 龍                | 龙                   | 竜    | sárkány      |
| 賣                | 卖                   | 売    | elad, árusít |
| 龜                | 龟                   | 亀    | teknős       |
| 圖                | 图                   | 図    | kép, ábra    |
| 團                | 团                   | 団    | csoport      |

A japánban használatos kandzsik száma több ezerre tehető, ám az 1946-os hivatalos írásreform egy 1850 írásjegyet tartalmazó listát (tójó kandzsi/tōyō kanji 当用漢字) szabott meg általános használatra, a „további reformok életbeléptetéséig” (ennek mintegy a fele alkotja az általános iskolai oktatás tárgyát), majd 1981-ben a listát 1945 tételre bővítették (dzsójó kandzsi/jōyō kanji 常用漢字). További 166 írásjegy csak személynevek leírására használatos. 2009-ben további 196 írásjeggyel egészítették ki az eddig listát, öt írásjegyet pedig levettek róla. Azon kandzsik kiejtését, melyek nem szerepelnek ezen a listán, nyomtatásban az írásjegy mellett apróbetűs hangjelöléssel (furigana) fel kell tüntetni.

### Korea

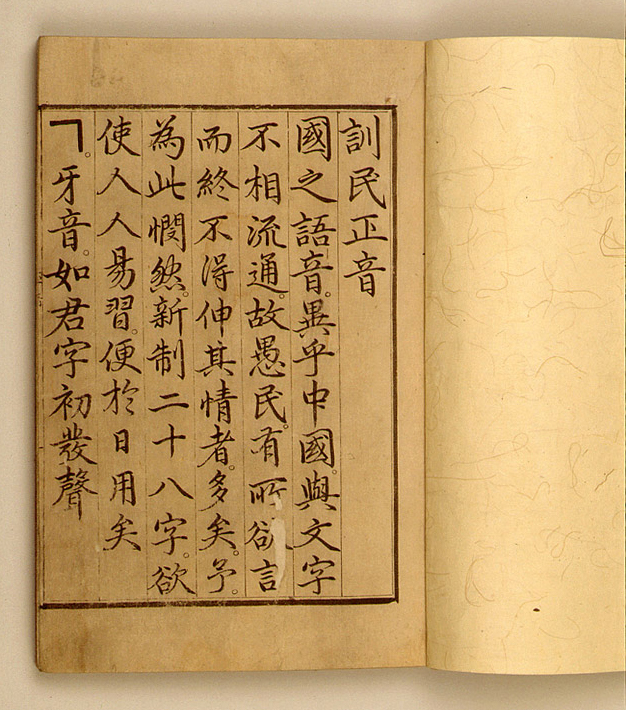
A Hunmin csongum (1443) első oldala

Korea és Kína között hosszú történelmi és kulturális kapcsolat áll fenn. A Koreai-félsziget lakossága többé-kevésbé mindig kínai befolyás alatt állt a történelem során. A koreaiak feltehetően a kínai nyelvvel együtt vették át a kínai írásjegyeket, alighanem már az 1. században (a legkorábbi emlék i. sz. 85-ből származik). Ezt követően pedig a saját nyelvük leírására is használni kezdték őket. Tették azt annak ellenére, hogy a koreai nyelv sem geneológiai, sem tipológiai tekintetben nem rokona a kínai nyelvnek. (A koreai nyelv az altaji nyelvekhez áll közel.) Ez leginkább csak kísérlet marad (idu írás), mert a két nyelv nagymértékű különbözősége miatt ez nem képzett sohasem tökéletes rendszert. A koreai írásban a gyökeres fordulatot majd Szedzsong király (koreaiul: 세종대왕; kínaiul: 世宗大王) rendeletére megalkotott fonetikus írás megjelenése jelentette 1443-ban. Eredeti neve Hunmindzsongum (Hunminjeongeum; koreaiul: 훈민정음; kínaiul: 訓民正音) volt, vagyis „A nép helyes kiejtésre tanítása”, s csak a múlt század végén kapta a ma használatos hangul (hangeul/han'gŭl; 한글) nevet. Észak-Koreában már csak hangul írással írnak, de Dél-Koreában mind a hangult, mind a kínai írásjegyeket használják. Jóllehet a koreai szavak 50–60%-a kínai eredetű, de ez az arány az írásban nem reprezentálódik.

### Vietnám

A narancssárga írásjegyek speciális vietnámi szavak, míg a zöld írásjegyek a sino-vietnámi szókincs részét képezik

Vietnám észak része több mint egy évezreden át, i. e. 111-től i. sz. 939-ig kínai uralom, fennhatóság alatt állt. Ezt követően még többször is – hosszabb-rövidebb ideig – kínai befolyás alá került. A Vietnámra települő kínai hivatalnokok természetesen magukkal hozták az adminisztrációhoz szükséges kínai írást is. A vietnámiak kezdetben teljes egészében átvették a kínai nyelvet és a kínai írást is, majd a 13–14. században a saját nyelvükre adaptálva, létrehozták a chữ Nôm (字喃/𡨸喃/𡦂喃), vagyis a „déli betűk” írást. A „déli betűket” kínai mintára szerkesztették, a kínai írásjegy elemeiből: a fogalomkulcs + fonetikai elem felépítésű kínai írásjegyekhez hasonlóan. Bár emlékeztetnek a kínai írásjegyekre, de csak kínai tudással érthetetlenek. Valamivel kevesebb mint 9000 chữ Nôm betű létezik.
A chữ Nôm írás hírhedten bonyolult volt, így nem csoda, hogy amikor a franciák a 19. században elfoglalták Vietnám területét, az írást latinizálták, vagyis a kínai írásjegyek helyett a vietnámi nyelv latin betűkkel való írását tették kötelezővé. Ez az úgynevezett quốc ngữ (國語, szó szerint: „nemzeti nyelv”) írás. A vietnámiak azóta is latin betűkkel írnak.

### Kínai jellegű írások
A történelem során azonban nem csak e három nemzet írásbeliségére gyakorolt hatást a kínai írás. Az írástörténet igen érdekes és izgalmas fejezete az úgynevezett „sinitikus” vagy „siniform” írások családja, melybe három, sok-sok évszázaddal ezelőtt kihalt nyelv (kitaj, dzsürcsi, tangut) írásrendszere tartozik.

#### Kitaj

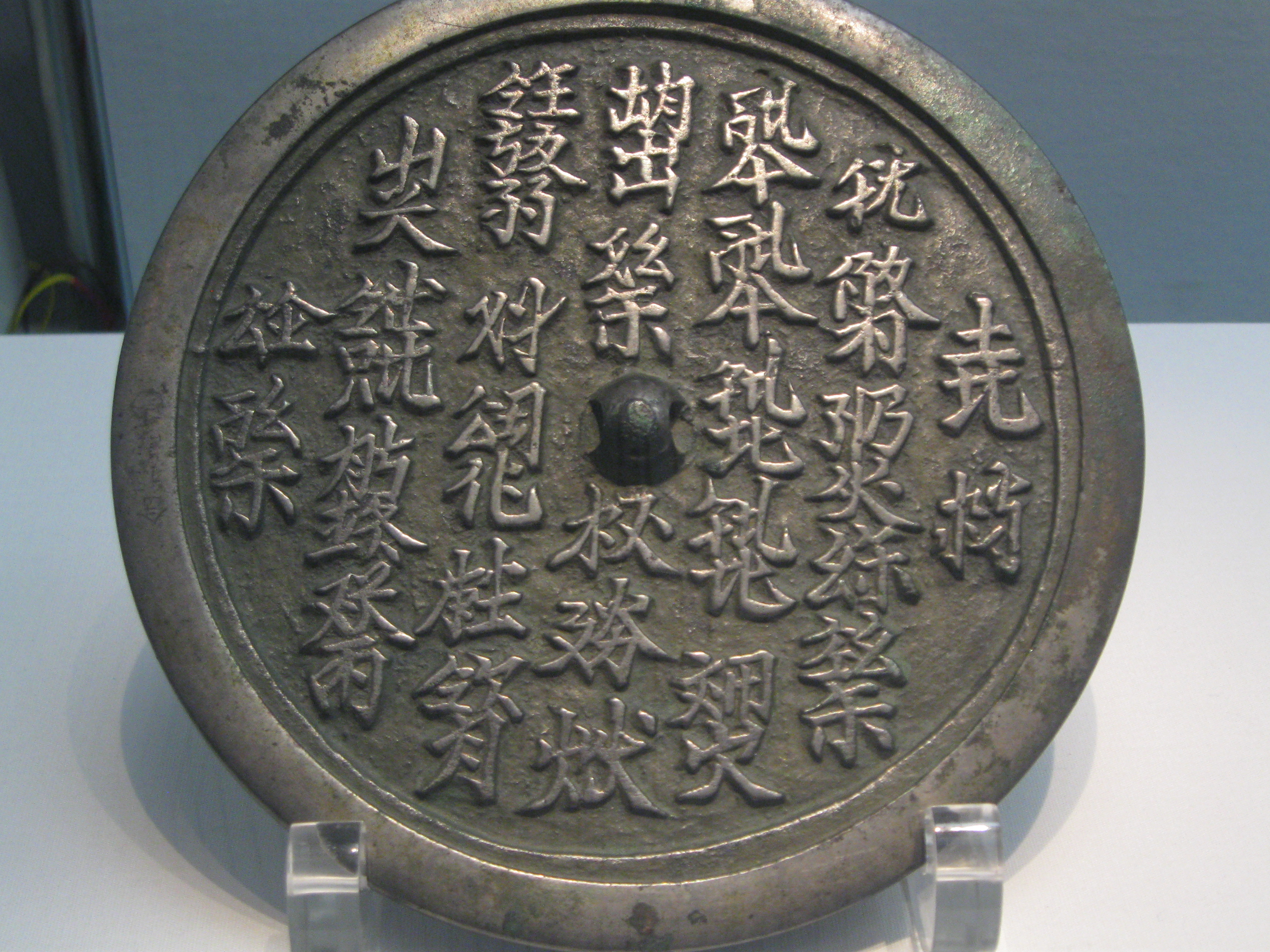
Kitaj írásos bronztükör

A kitajokról a 6. századtól kezdve vannak értesüléseink. A 10. század elején elfoglalták Kína északkeleti határát, és Liao néven saját dinasztiát, birodalmat alapítottak (907–1125). Bukásukat követően egy csoportjuk nyugatra vándorolt, és Kelet-Turkesztánban megalapították a Karakitaj államot. A mára holt nyelv az altaji nyelvek családjába tartozik, pontosabb besorolása máig vitatott. Vannak, akik a mandzsu-tunguz nyelvekkel rokonítják, míg mások a mongol nyelv rokonának tartják. Írásaikat a kínai ideogrammák mintájára alkották meg, részben azok torzításával. A több ezer írásjegyből álló, jeltagoló (lineáris nagy) kitaj írást 920-ban vezették be, melynek több jele a kínai eredetivel azonos. A kis kitaj írás, „tömbös írás” (az egy szót rögzítő fogalom- és szótagjelek egy tömböt alkotnak) 925-től volt használatban. Ma mintegy 400 különböző jelről van tudomásunk, melyek között vannak fogalom-, szótag- és hangjelek, azonban összefüggő szöveget még nem sikerül elolvasni. A kevéssé megfejtett nyelvemlékek ellenére is bizonyítottnak tűnik, hogy a kitaj nyelv ragozó, agglutináló volt. A kitaj írás magyar kutatói közül meg kell említeni Ligeti Lajos, és tanítványa, Kara György nevét.

#### Dzsürcsi

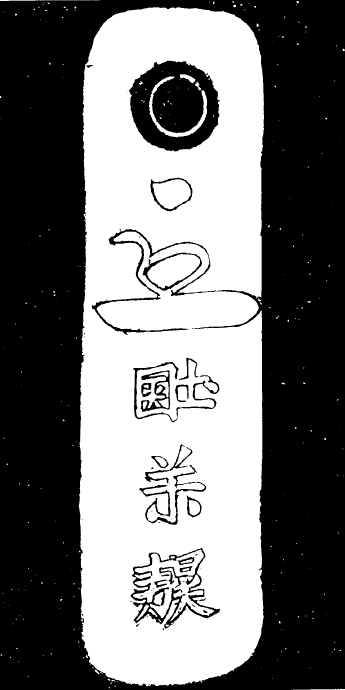
Ezüstlemezből készített, dzsürcsi írásos úti okmány (pajdza)

A dzsürcsik első említése az i. sz. 5. századból származik. A 12. században meghódították Kínát, ahol a kitajokat leigázva megalapították a Csin (Jin)-dinasztiát (1125–1234), melynek majd a nagy mongol hódítások vetettek véget. Nyelvük az altaji nyelvekhez, azon belül a mandzsu-tunguz nyelvekhez tartozó, mára holt nyelv. A birodalmi időszak kezdetén átvették a legyőzött kitajok írását, később annak mintájára megalkották saját írásbeliségüket: a nagy dzsürcsi írást (1119) és a kis dzsürcsi írást (1145). A legtöbb kínaiból fordított klasszikus kínai művet a kis dzsürcsi írással írták. A dzsürcsi írások megfejtéséhez nagy segítséget jelentettek a kínai-dzsürcsi párhuzamos szövegek. A dzsürcsi ideogrammák egy-három szótagból tevődnek össze, köztük jelentéshordozó és a kiejtésre utaló elemek vannak, melyek közül elkülöníthetők a szótövek és a toldalékok (lévén, hogy az altaji nyelvek a magyarhoz hasonlóan agglutinálók). A dzsürcsi írás megfejtésében és elemzésében kiemelkedő magyar kutató Ligeti Lajos volt.

#### Tangut

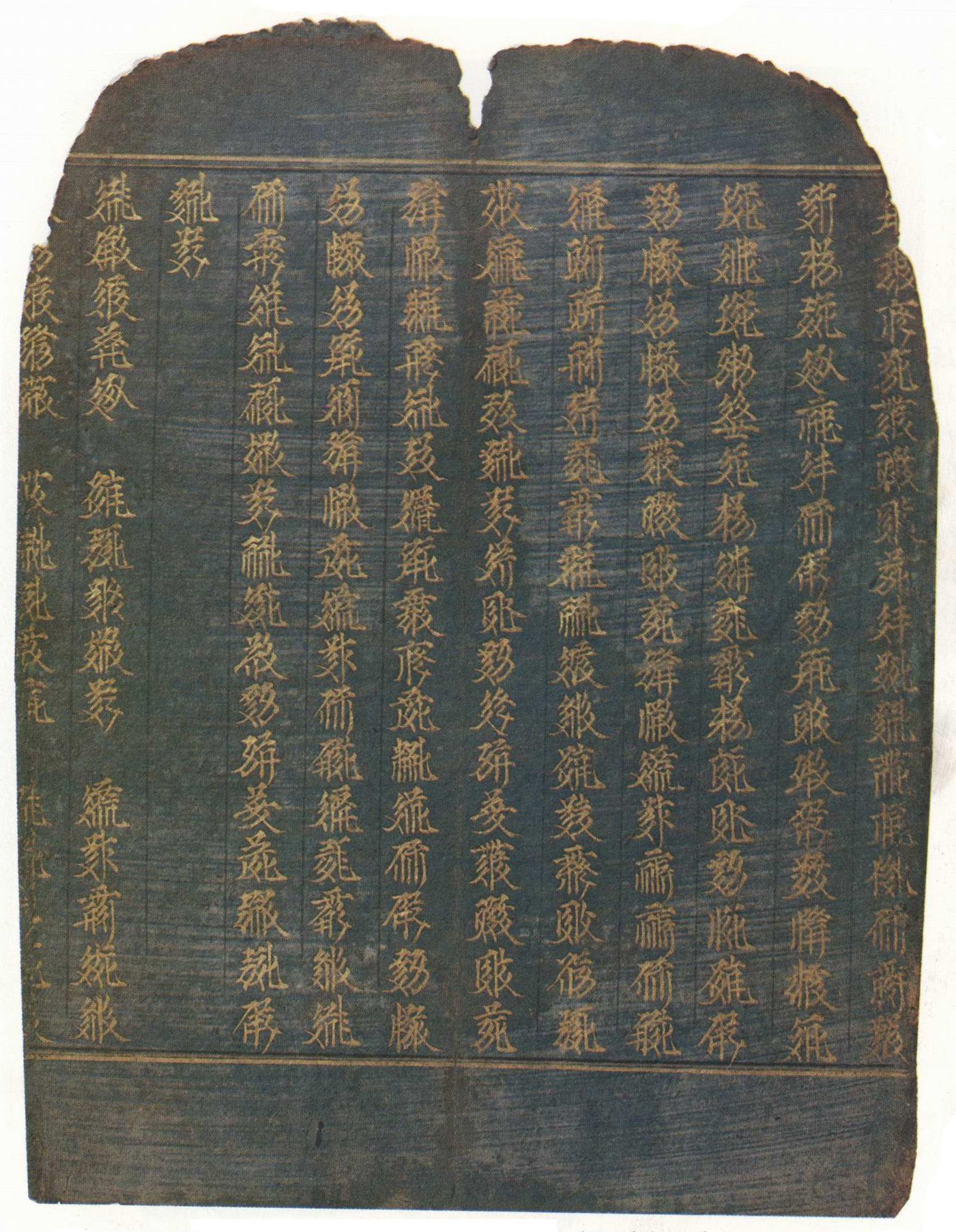
A buddhista Lótusz szútra tangut írásos fordítása

A tangutok feltételezett őseiről, a csiang (qiang)okról (羌) már az ókori kínai forrásokban is találunk utalást. Jelentősebb szerepet azonban csak a 10. századtól játszottak a történelemben. A tangutok uralkodója, Li Jüan-hao (Li Yuanhao) (李元昊) 1038-ban Északkelet-Kínában megalapította saját birodalmukat, amely a kínai történetírásban Hszi-hszia (Xixia) (西夏), vagyis „Nyugati Hszia (Xia) dinasztia” néven vált ismertté. Birodalmuk a mongol hódításokig maradt fenn, 1227-ben a fővárosuk elestével a tangut birodalom is elbukott. A mára kihalt tangut a sino-tibeti nyelvcsalád tibeto-burmai ágához tartozó nyelv lehetett. Közvetlenül a birodalomalapítást követően kidolgozták az önálló államiság fontos szimbólumát, a saját tangut írást is. A tangut írás kialakulásával kapcsolatban a kínai források két változatot is ismertetnek. Az egyik szerint maga az uralkodó, Li Jüan-hao (Li Yuanhao) alkotta meg, míg egy másik forrás szerint az uralkodó ezzel a feladattal a kitaj származású magas rangú tudós-hivatalnokot, bizonyos Je-li Zsen-zsong (Yeli Renrong)ot (野利仁荣, ?–1042) bízta meg. A tangut írás (hszi-hszia ven (xixia wen) 西夏文) a kínai írás mintájára készült, vagyis logografikus. A máig előkerült szövegekben összesen 5863 tangut írásjegyet sikerült elkülöníteni. A tangut karakterek írásakor ugyanazokat a szabályokat követték, mint a kínaiak esetében (alapvonások, vonás-sorrend stb.), és az írásjegyek struktúrája is sokban hasonlít a kínai írásjegyekéhez. A tangut írásjegyek alapvetően két típusba oszthatók: egyszerűek és összetettek. Az írásjegy-összetétel során azonban számos olyan megoldással éltek, melyek a kínai írásban ismeretlenek. Az írásjegyek egy részében, a kínaihoz hasonló módon, ugyancsak fel lehet fedezni a kiejtésre utaló fonetikai elemet.
A mongol kor után a tangutok emléke hosszú évszázadokra feledésbe merült, mígnem 1908-ban P. K. Kozlov Észak-Kanszu (Gansu)ban, az egykori tangut főváros helyén jelentős mennyiségű tangut írásos emlékre nem bukkant. Ennek az anyagnak máig tart a tudományos feldolgozása. A tangut nyelvű könyvek túlnyomó többsége klasszikus kínai művek, valamint buddhista szútrák fordításai.

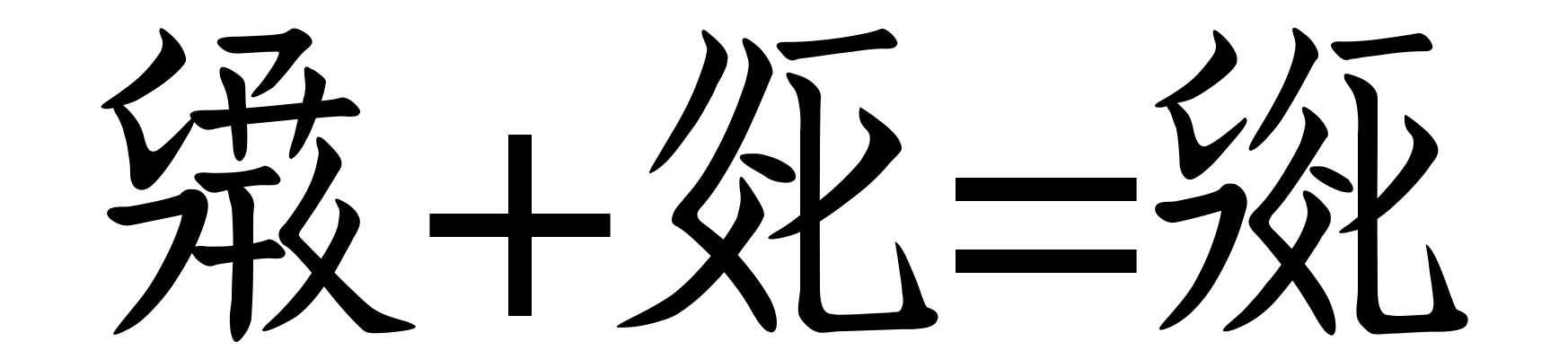
A tangut írásban a 'sár' jelentésű írásjegyet az első, 'víz' jelentésű írásjegy első elemének (radikális) és a 'talaj' jelentésű második írásjegynek összevonásával hozták létre

## A kínai írás Magyarországon
A kínai írásjegyek 1950 előtt csak elvétve, illusztráció jelleggel bukkantak fel magyar nyelvű vagy Magyarországon kiadott könyvekben, nyomtatott termékekben. A Magyar Tudományos Akadémia 1950-ben indította útjára orientalisztikai szakfolyóiratát Acta Orientalia Hungarica címen. Máig ez számít a magyar orientalisztika hivatalos, auditált szakfolyóiratának, ahol a hazai orientalisták idegen nyelven (angol, francia, német és orosz nyelven) írt cikkeit adják közre. Ez volt az a kiadvány, amelyben először következetesen használtak nyomdai úton előállított kínai írásjegyeket a kínai tárgyú cikkek szövegébe építve. Ritka kivételtől eltekintve hosszabb kínai szöveg nem jelent meg, általában csak a néhány írásjegyből álló kínai neveket, műcímeket, speciális szakkifejezéseket stb. szedték kínaiul. Az Akadémiai Nyomda volt az egyetlen olyan hazai intézmény, amely egy kínai felajánlásnak köszönhetően mintegy 4000-féle kínai írásjegy ólomból készült nyomóelemével rendelkezett. A szedő természetesen minden ilyen esetben magával a cikk szerzőjével, illetve a kínaiul tudó szerkesztővel együtt tevékenykedett.
Változást ezen a téren az 1990-es években megjelent kínai nyelvű szövegszerkesztő programok jelentettek. Ekkor vált lehetővé, hogy hosszabb terjedelmű kínai szövegeket is ki lehessen adni Magyarországon. Ebben úttörő szerepelt vállalt Tőkei Ferenc (1930–2000), akinek a nevéhez olyan kétnyelvű sorozatok szerkesztése köthető, mint a Kínai-magyar könyvek (Balassi Kiadó, 1994–1998), a Kínai-magyar füzetek (Eötvös J. Könyvkiadó, 2001) Történelem és kultúra (Balassi Kiadó), továbbá az Argumentum Kiadó gondozásában, Tőkei Ferenc szerkesztésében is jelent meg néhány kétnyelvű kiadvány. Mára természetessé vált, hogy a kínai tárgyú könyvek tartalmazzanak kínai írásjegyeket, hosszabb-rövidebb kínai szövegeket, akár mutató, melléklet formájában, akár a magyar nyelvű szövegbe ékelve. Többek között ez a technikai lehetőség (és a pinjin (pinyin) átírás elterjedése) szorította ki a gyakorlatból a magyar tudományos átírást is, amelynek vitathatatlan előnye az volt, hogy a magyar népszerű átírással szemben nagyobb számban jelölte a kínai szavak hangtani különbségeit.
A kínai írás ismerete, elsajátítása valamennyi olyan magyar általános iskolában, középiskolában, felsőoktatási intézményben a tananyag részét képezi, ahol lehetőség van kínai nyelvet tanulni. A kínai írás elsajátítására továbbá számos hazai nyelviskolában is lehetőség van. Az 1990-es évektől nagy számban Magyarországra érkező kínai migránsok között számos művész, köztük festők és kalligráfusok is találhatóak. Közülük is kiemelkedik a Kínai Népköztársaságban is elismert Ni Vej-lin (Ni Weilin) 倪伟林 (1957–) és Kao Hszüe-haj (Gao Xuehai) 高學海 (1952–), akik több évig éltek és dolgoztak Magyarországon, műveik több kiadványban is megjelentek. Jelenleg Lu Jü-hua (Lu Yuhua) 卢裕华 művésznő képviseli a kínai kalligráfiát hazánkban.

### Magyarul
- Bartos Huba: Kínai nyelv. In A világ nyelvei. Budapest: Akadémiai Kiadó, 1999. 727-737. o. ISBN 963-05-7597-3
- Ferenczy Mária (szerk.): A Tíz Bambusz csarnoka. Könyv- és nyomdászattörténeti kiállítás a Kínai Nemzeti Könyvtár kincseiből. [Kiállítási katalógus] Budapest: Országos Széchényi Könyvtár, 2003.
- Gáncs Nikolasz: Shodó. Az ecset útja. Budapest: [Magánkiadás], 2009. ISBN 978-963-06-8524-5
- Miklós Pál: A sárkány szeme. Bevezetés a kínai piktúra ikonográfiájába. Budapest: Corvina Kiadó, 1973.
- Salát Gergely: Kínai országismeret. Budapest: Külkereskedelmi Főiskola, 1999. Keleti Füzetek. ISSN 1219-8676
- Tokaji, Zsolt: A kínai könyv története.. Terebess Ázsia E-tár. (Hozzáférés: 2011. február 5.)

### Idegen nyelven
- Boltz, William G.. The origin and early development of the Chinese writing system. New Haven: The American Oriental Society (1994)
- Keightley, David. Sources of Shang history: the oracle-bone inscriptions of bronze-age China. Berkeley: University of California Press (1978)
- Kwo Da-Wei: Chinese Brushwork in Calligraphy and Painting. Its History Aesthetics and Techniques. New York, Dover Publications, 1981. ISBN 0-486-26481-5
- Norman, Jerry. Chinese. Cambridge: Cambridge University Press (1988)
- Ramsey, S. Robert. The Languages of China. Princeton University Press, New Jersey 1987. ISBN 0-691-06694-9
- Qiú, Xīguī 裘錫圭. Chinese writing. University of California, Berkeley (2000) [English translation by Gilbert L. Mattos and Jerry Norman of Wénzìxué Gàiyào 文字學概要, Shangwu, 1988.]